# Национальные волости КНР
Национа́льная во́лость (кит. трад. 民族鄉, упр. 民族乡, пиньинь mínzúxiāng, палл. миньцзусян) — этнически-ориентированная административно-территориальная единица четвёртого, низшего уровня административного деления Китайской Народной Республики. Аналогична автономным уездам третьего уровня, автономным округам — второго и автономным районам — первого уровней.

## История
| год  | число национальных волостей |
| ---- | --------------------------- |
| 1986 | 2936                        |
| 1988 | 1571                        |
| 1990 | 1980                        |
| 1997 | 1545                        |
| 2000 | 1356                        |
| 2001 | 1165                        |
| 2002 | 1160                        |
| 2003 | 1147                        |
| 2004 | 1126                        |
| 2010 | 1098                        |
| 2017 | 985                         |

## Внутренняя Монголия

### городской округУлан-Цаб
- уезд Лянчэн
  - Цаонянь-Маньчжурская национальная волость (曹碾满族乡)

### городской округХулун-Буир
- городской уезд Аргунь-Юци
  - Саньхэ-Хуэйская национальная волость (三河回族乡)
  - Шивэй-Русская национальная волость (室韦俄罗斯族民族乡) в 2011 году разделена на Эньхэ-Русскую национальную волость (恩和俄罗斯族民族乡) и сомон Мэнъу-Шивэй (蒙兀室韦苏木)
- городской уезд Гэньхэ
  - Олгуя-Эвенкийская национальная волость (敖鲁古雅鄂温克族乡, áo lǔ gǔ yǎ è wēn kè zú xiāng)
- городской уезд Чжаланьтунь
  - Даурская национальная волость (达斡尔民族乡)
  - Орочонская национальная волость (鄂伦春民族乡)
  - Самацзе-Эвенкийская национальная волость (萨马街鄂温克民族乡)
- хошун Арун-Ци
  - Иньхэ-Даурско-Эвенкийская национальная волость (音河达斡尔鄂温克族乡)
  - Синьфа-Корейская национальная волость (新发朝鲜族乡)
  - Дэлициэр-Эвенкийская национальная волость (得力其尔鄂温克族乡, de lì qí ěr è wēn kè zú xiāng)
  - Чабацзи-Эвенкийская национальная волость (查巴奇鄂温克族乡, chá bā jī è wēn kè zú xiāng)
- хошун Чэнь-Барга-Ци
  - Эвенкийский национальный сомон (鄂温克民族苏木)
- Эвенкийский автономный хошун
  - Баян-Тал-Даурская национальная волость (巴彦塔拉达斡尔族乡)
- Морин-Дава-Даурский автономный хошун
  - Баян-Эвенкийская национальная волость (巴彦鄂温克民族乡)
  - Дулар-Эвенкийская национальная волость (杜拉尔鄂温克民族乡)

### городской округЧифэн
- район Суншань
  - Данпуди-Маньчжурская национальная волость (当铺地满族乡)
- хошун Харачин-Ци
  - Шицзя-Маньчжурская национальная волость (十家满族乡)

### аймакШилин-Гол
- хошун Хорчин-Юицяньци
  - Маньчжутунь-Маньчжурская национальная волость (满族屯满族乡)

## Гуанси-Чжуанский автономный район

### городской округБайсэ
- район Юцзян
  - Вандянь-Яоская национальная волость (汪甸瑶族乡)
- уезд Линъюнь
  - Линчжань-Яоская национальная волость (伶站瑶族乡)
  - Чаоли-Яоская национальная волость (朝里瑶族乡)
  - Шали-Яоская национальная волость (沙里瑶族乡)
  - Юйхун-Яоская национальная волость (玉洪瑶族乡)
- уезд Силинь
  - Нацзо-Мяоская национальная волость (那佐苗族乡)
  - Пухэ-Мяоская национальная волость (普合苗族乡)
  - Цзубе-Яо-Мяоская национальная волость (足别瑶族苗族乡)
- уезд Тяньдун
  - Цзодэн-Яоская национальная волость (作登瑶族乡)
- уезд Тяньлинь
  - Багуй-Яоская национальная волость (八桂瑶族乡)
  - Баду-Яоская национальная волость (八渡瑶族乡)
  - Личжоу-Яоская национальная волость (利周瑶族乡)
  - Лучэн-Яоская национальная волость (潞城瑶族乡)

### городской округГуйган
- уезд Пиннань
  - Гоань-Яоская национальная волость (国安瑶族乡)
  - Малянь-Яоская национальная волость (马练瑶族乡)

### городской округГуйлинь
- район Яньшань
  - Цаопин-Хуэйская национальная волость (草坪回族乡)
- уезд Гуаньян
  - Дунцзин-Яоская национальная волость (洞井瑶族乡)
  - Сишань-Яоская национальная волость (西山瑶族乡)
- уезд Линчуань
  - Дацзин-Яоская национальная волость (宛田瑶族乡)
  - Ланьтянь-Яоская национальная волость (兰田瑶族乡)
- уезд Линьгуй
  - Ваньтянь-Яоская национальная волость (宛田瑶族乡)
  - Хуанша-Яоская национальная волость (黄沙瑶族乡)
- уезд Липу
  - Пулу-Яоская национальная волость (蒲芦瑶族乡)
- уезд Пинлэ
  - Дафа-Яоская национальная волость (大发瑶族乡)
- уезд Синъань
  - Хуацзян-Яоская национальная волость (华江瑶族乡)
- уезд Цзыюань
  - Ляншуй-Мяоская национальная волость (两水苗族乡)
  - Хэкоу-Яоская национальная волость (河口瑶族乡)
  - Чэтянь-Мяоская национальная волость (车田苗族乡)
- уезд Цюаньчжоу
  - Дуншань-Яоская национальная волость (东山瑶族乡)
  - Цзяоцзян-Яоская национальная волость (蕉江瑶族乡)

### городской округЛючжоу
- уезд Лючэн
  - Гучжай-Мулаоская национальная волость (古砦仫佬族乡)
- Жуншуй-Мяоский автономный уезд
  - Гуньбэй-Дунская национальная волость (滚贝侗族乡)
  - Тунлянь-Яоская национальная волость (同练瑶族乡)
- Саньцзян-Дунский автономный уезд
  - Гаоцзи-Яоская национальная волость (高基瑶族乡)
  - Тунлэ-Мяоская национальная волость (同乐苗族乡)
  - Фулу-Мяоская национальная волость (富禄苗族乡)

### городской округНаньнин
- уезд Машань
  - Гучжай-Яоская национальная волость (古寨瑶族乡)
  - Лидан-Яоская национальная волость (里当瑶族乡)
- уезд Шанлинь
  - Чжэньвэй-Яоская национальная волость (镇圩瑶族乡)

### городской округУчжоу
- уезд Мэншань
  - Сяи-Яоская национальная волость (夏宜瑶族乡)
  - Чанпин-Яоская национальная волость (长坪瑶族乡)

### городской округФанчэнган
- район Фанчэн
  - Шиваньшань-Яоская национальная волость (十万山瑶族乡)
- уезд Шансы
  - Наньбин-Яоская национальная волость (南屏瑶族乡)

### городской округХэчжоу
- район Бабу
  - Дапин-Яоская национальная волость (大平瑶族乡)
  - Хуандун-Яоская национальная волость (黄洞瑶族乡)
- уезд Чжаопин
  - Сяньхуэй-Яоская национальная волость (仙回瑶族乡)
- уезд Чжуншань
  - Лянъань-Яоская национальная волость (两安瑶族乡)
  - Хуашань-Яоская национальная волость (花山瑶族乡)

### городской округХэчи
- район Ичжоу
  - Бэйя-Яоская национальная волость (北牙瑶族乡)
  - Фулун-Яоская национальная волость (福龙瑶族乡)
- уезд Дунлань
  - Саньлун-Яоская национальная волость (三弄瑶族乡)
- уезд Наньдань
  - Бавэй-Яоская национальная волость (八圩瑶族乡)
  - Лиху-Яоская национальная волость (里湖瑶族乡)
  - Чжунбао-Мяоская национальная волость (中堡苗族乡)
- уезд Тяньэ
  - Бала-Яоская национальная волость (八腊瑶族乡)
- уезд Фэншань
  - Пинлэ-Яоская национальная волость (平乐瑶族乡)
  - Цзинья-Яоская национальная волость (金牙瑶族乡)
  - Цзянчжоу-Яоская национальная волость (江洲瑶族乡)
- Хуаньцзян-Маонаньский автономный уезд
  - Суньлэ-Мяоская национальная волость (驯乐苗族乡)

## Синьцзян-Уйгурский автономный район

### городской округУрумчи
- район Мидун
  - Байянхэ-Казахская национальная волость (кит. 柏杨河哈萨克族乡, Bǎiyánghé hāsàkèzú xiāng)

### округАксу
- уезд Вэньсу
  - Боздон-Киргизская национальная волость (кит. 博孜墩柯尔克孜族乡, Bózīdūn Kē'ěrkèzīzú xiāng, уйг. بوزدۆڭ قىرغىز يېزىسى‎, кирг. بوزدۅڭ قىرعىز ايىلى)
- уезд Учтурфан
  - Ямансу-Киргизская национальная волость (кит. 亚曼苏柯尔克孜族乡, Yàmànsū Kē'ěrkèzīzú xiāng , уйг. يامانسۇ قىرغىز يېزىسى‎, кирг. جامانسۇۇ قىرعىز ايىلى)

### округАлтай
- городской уезд Алтай
  - Ханьдэгатэ-Монгольская национальная волость (кит. 汗德尕特蒙古族乡, Hàndégǎtè Měnggǔzú xiāng, уйг. خاندىغاتى موڭغۇل يېزىسى‎)
- уезд Бурчун
  - Кумканас-Монгольская национальная волость (кит. 禾木喀纳斯蒙古族乡, Hémùkānàsī Měnggǔzú xiāng, уйг. قۇمقاناس موڭغۇل يېزىسى‎, قومقاناس موڭعۇل اۋىلى)

### округКашгар
- уезд Посгам
  - Буилукэ-Таджикская национальная волость (кит. 布依鲁克塔吉克族乡, Bùyīlǔkè Tǎjíkèzú xiāng, уйг. بۇيىلۇق تاجىك يېزىسى‎)
- уезд Яркенд
  - Зерепшат-Таджикская национальная волость (кит. 孜热甫夏提塔吉克族乡, Zīrèfǔxiàtí Tǎjíkèzú xiāng, уйг. زەرەپشات تاجىك يېزىسى‎)
- Ташкурган-Таджикский автономный уезд
  - Кокжар-Киргизская национальная волость (кит. 科克亚尔柯尔克孜族乡, Kēkèyà'ěr Kē'ěrkèzīzú xiāng, уйг. كۆكيار قىرغىز يېزىسى‎, тадж. Koek-Yar, кирг. كۅكجار قىرعىز ايىلى)

### округТурфан
- уезд Пичан
  - Дунбацза-Хуэйская национальная волость (кит. 东巴扎回族乡, Dōngbāzhā Huízú xiāng, уйг. دۇڭبازار خۇيزۇ يېزىسى‎)

### округХами
- городской уезд Кумул
  - Дэвайли-Дужукэ-Казахская национальная волость (кит. 德外都如克哈萨克族乡, Déwàidōurúkè Hāsàkèzú xiāng, уйг. دەۋەلدۈرۈك قازاق يېزىسى‎, دەبەلدىرىك قازاق اۋىلى)
  - Улатай-Казахская национальная волость (кит. 乌拉台哈萨克族乡, Wūlātái Hāsàkèzú xiāng, уйг. ئۇلاتاي قازاق يېزىسى‎, ۇلاتاي قازاق اۋىلى)
- уезд Аратюрюк
  - Цяньшань-Казахская национальная волость (кит. 前山哈萨克族乡, Qiánshān Hāsàkèzú xiāng, уйг. نىرىنكىر قازاق يېزىسى‎, نارىنكىر قازاق اۋىلى)

### округХотан
- уезд Гума
  - Кенкир-Киргизская национальная волость (кит. 康克尔柯尔克孜族乡, Kāngkè'ěr Kē'ěrkèzīzú xiāng, уйг. كەڭقىر قىرغىز يېزىسى‎)
  - Навабат-Таджикская национальная волость (кит. 瑙阿巴提塔吉克族乡, Nǎo'ābātí Tǎjíkèzú xiāng, уйг. ناۋئابات تاجىك يېزىسى‎)

### округЧугучак
- городской уезд Чугучак
  - Ашилы-Даурская национальная волость (кит. 阿西尔达斡尔族乡, Āxī'ěr Dáwò'ěrzú xiāng, уйг. ئاشىلى داغۇر يېزىسى‎, اشىلى داعۇر اۋىلى)
- уезд Дурбульджин
  - Хоцзиэртэ-Монгольская национальная волость (кит. 霍吉尔特蒙古族乡, Huòjí'ěrtè Měnggǔzú xiāng, уйг. خۇجېرىتى موڭغۇل يېزىسى‎)
  - Эмалэголэн-Монгольская национальная волость (кит. 额玛勒郭楞蒙古族乡, Émǎlèguōléng Měnggǔzú xiāng, уйг. ئېمالغۇلىن موڭغۇل يېزىسى‎)
- уезд Усу
  - Джиргилти-Монгольская национальная волость (кит. 吉尔格勒特郭愣蒙古族乡, Jí'ěrgélètèguōlèng Měnggǔzú xiāng, уйг. جىرگىلتى گولىن موڭغۇل يېزىسى‎)
  - Таблихат-Монгольская национальная волость (кит. 塔布勒合特蒙古族乡, Tǎbùlèhétè Měnggǔzú xiāng, уйг. تابلىخات موڭغۇل يېزىسى‎)

### Баянгол-Монгольский автономный округ
- уезд Хошуд
  - Ушитала-Хуэйская национальная волость (кит. 乌什塔拉回族乡, Wūshítǎlā Huízú xiāng, уйг. ئۇششاقتال خۇيزۇ يېزىسى‎)

### Или-Казахский автономный округ
- уезд Кульджа
  - Юйцюньвэн-Хуэйская национальная волость (кит. 愉群翁回族乡, Yúqúnwēng Huízú xiāng, уйг. ئۈچئون خۇيزۇ يېزىسى‎)
- уезд Монголкюре
  - Хусунтукаэрсюнь-Монгольская национальная волость (кит. 胡松图哈尔逊蒙古族乡, Húsōngtúhā'ěrxùn Měnggǔzú xiāng, уйг. خوسۇمتۇخارسون موڭغۇل يېزىسى‎)
  - Чаган-Усу-Монгольская национальная волость (кит. 察汗乌苏蒙古族乡, Cháhànwūsū Měnggǔzú xiāng, уйг. چاغان ئۇسۇ موڭغۇل يېزىسى‎)
  - Шат-Киргизская национальная волость (кит. 夏特柯尔克孜族乡, Xiàtè Kē'ěrkèzīzú xiāng, уйг. شات قىرغىز يېزىسى‎)
- уезд Нилки
  - Кокхоткор-Монгольская национальная волость (кит. 科克浩特浩尔蒙古族乡, Kēkèhàotèhào'ěr Měnggǔzú xiāng, уйг. كۆكخوتقور موڭغۇل يېزىسى‎, كوكقوتقىر موڭعۇل اۋىلى)
- уезд Текес
  - Коктерек-Киргизская национальная волость (кит. 阔克铁热克柯尔克孜族乡, Kuòkètiěrèkè Kē'ěrkèzīzú xiāng, уйг. كۆكتېرەك قىرغىز يېزىسى‎, кирг. كۅكتەرەك قىرعىز ايىلى)
  - Хуцзиэртэ-Монгольская национальная волость (кит. 呼吉尔特蒙古族乡, Hūjí'ěrtè Měnggǔzú xiāng, уйг. خۇجىرتى موڭغۇل يېزىسى‎)
- уезд Хочэн
  - Ичэгашань-Сибоская национальная волость (кит. 伊车嘎善锡伯族乡, Yīchēgāshàn Xībózú xiāng, уйг. ئىچېگاشەن شىبە يېزىسى‎)
  - Саньгун-Хуэйская национальная волость (кит. 三宫回族乡, Sāngōng Huízú xiāng, уйг. سەنگۇڭ خۇيزۇ يېزىسى‎, سانگۇڭ حۇيزۋ اۋىلى)
- Чапчал-Сибоский автономный уезд
  - Милянцюань-Хуэйская национальная волость (кит. 米粮泉回族乡, Mǐliángquán Huízú xiāng, уйг. مىلەڭچۈەن خۇيزۇ يېزىسى‎, مىلىەڭچۇەن حۇيزۋ اۋىلى, сибо. ᠮᡳᠯᠶᠠᠩ ᠴᡳᠣᠸᠠᠨ ᡥᡡᡳ ᡥᡡᡳ ᡤᠠᡧᠠᠨ)

### Кызылсу-Киргизский автономный округ
- уезд Акто
  - Тар-Таджикская национальная волость (кит. 塔尔塔吉克族乡, Tǎ'ěr Tǎjíkèzú xiāng, уйг. تار تاجىك يېزىسى‎)

### Чанцзи-Хуэйский автономный округ
- городской уезд Фукан
  - Акколь-Казахская национальная волость (кит. 上户沟哈萨克族乡, Shànghùgōu Hāsàkèzú xiāng, уйг. ئاققول قازاق يېزىسى‎, اققول قازاق اۋىلى)
  - Саньгунхэ-Казахская национальная волость (кит. 三工河哈萨克族乡, Sāngōnghé Hāsàkèzú xiāng, уйг. سەنگۇڭ قازاق يېزىسى‎, سانگۇڭحى قازاق اۋىلى)
- городской уезд Чанцзи
  - Ашилы-Казахская национальная волость (кит. 阿什里哈萨克族乡, Āshílǐ Hāsàkèzú xiāng, уйг. ئاشىلى قازاق يېزىسى‎, اشىلى قازاق اۋىلى)
- уезд Манас
  - Тасыркай-Казахская национальная волость (кит. 塔西河哈萨克族乡, Tǎxīhé Hāsàkèzú xiāng, уйг. تاسىرقاي قازاق يېزىسى‎, تاسىرقاي قازاق اۋىلى)
  - Ханькацзытань-Казахская национальная волость (кит. 旱卡子滩哈萨克族乡, Hànkǎzǐtān Hāsàkèzú xiāng)
  - Циншуйхэ-Казахская национальная волость (кит. 清水河哈萨克族乡, Qīngshuǐhé Hāsàkèzú xiāng, уйг. چىندىخوزا قازاق يېزىسى‎, شىندىققوزى قازاق اۋىلى)
- уезд Хутуби
  - Шитицзы-Казахская национальная волость (кит. 石梯子哈萨克族乡, Shítīzi Hāsàkèzú xiāng)
- уезд Цитай
  - Дацюань-Татарская национальная волость (кит. 大泉塔塔尔族乡, Dàquán Tǎtǎ'ěrzú xiāng, уйг. داچۈەن تاتار يېزىسى‎)
  - Умачан-Казахская национальная волость (кит. 五马场哈萨克族乡, Wǔmǎchǎng Hāsàkèzú xiāng, уйг. ۋۇماچاڭ قازاق يېزىسى‎)
  - Чорин-Казахская национальная волость (кит. 乔仁哈萨克族乡, Qiáorén Hāsàkèzú xiāng, уйг. چورىن قازاق يېزىسى‎)
- Мори-Казахский автономный уезд
  - Дананьгоу-Узбекская национальная волость (кит. 大南沟乌孜别克族乡, Dànángōu Wūzībiékèzú xiāng, уйг. دانەنگۇ ئۆزبېك يېزىسى‎)

## Тибетский автономный район

### округНьингчи
- район Баи
  - Гэнчжан-Мэньбаская национальная волость (更章门巴族乡)
- уезд Медог
  - Даму-Лобаская национальная волость(达木珞巴族乡)
- уезд Мэнлинг
  - Наньи-Лобаская национальная волость (南伊珞巴族乡)

### округЧамдо
- уезд Маркам
  - Насиская национальная волость (纳西族乡)

### округШаньнань
- уезд Лхюндзе
  - Доуюй-Лобаская национальная волость (斗玉珞巴族乡)
- уезд Цона
  - Гунжи-Мэньбаская национальная волость (贡日门巴族乡)
  - Лэ-Мэньбаская национальная волость (勒门巴族乡)
  - Мама-Мэньбаская национальная волость (麻麻门巴族乡)
  - Цзиба-Мэньбаская национальная волость (吉巴门巴族乡)

## Аньхой

### городской округБэнбу
- уезд Ухэ
  - Линьбэй-Хуэйская национальная волость

### городской округСюаньчэн
- городской уезд Нинго
  - Юньти-Шэская национальная волость

### городской округФуян
- уезд Иншан
  - Сайцзянь-Хуэйская национальная волость

### городской округХуайнань
- район Паньцзи
  - Гугоу-Хуэйская национальная волость
- район Сецзяцзи
  - Гудуй-Хуэйская национальная волость
- уезд Фэнтай
  - Личун-Хуэйская национальная волость
- уезд Шоусянь
  - Таодянь-Хуэйская национальная волость

### городской округХэфэй
- уезд Фэйдун
  - Пайфан-Хуэйско-Маньчжурская национальная волость

### городской округЧучжоу
- уезд Динъюань
  - Эрлун-Хуэйская национальная волость

## Ганьсу

### городской округБайинь
- уезд Хуэйнин
  - Синьтяньбао-Хуэйская национальная волость

### городской округЛуннань
- район Уду
  - Моба-Тибетская национальная волость
  - Пинъя-Тибетская национальная волость
- уезд Вэньсянь
  - Телоу-Тибетская национальная волость
- уезд Таньчан
  - Синьчэнцзы-Тибетская национальная волость

### городской округПинлян
- район Кунтун
  - Баймяо-Хуэйская национальная волость
  - Дацин-Хуэйская национальная волость
  - Дачжай-Хуэйская национальная волость
  - Сиян-Хуэйская национальная волость
  - Сямэнь-Хуэйская национальная волость
  - Чжайхэ-Хуэйская национальная волость
  - Шанъян-Хуэйская национальная волость
- уезд Хуатин
  - Шаньчжай-Хуэйская национальная волость
  - Шэньюй-Хуэйская национальная волость

### городской округЦзюцюань
- район Сучжоу
  - Хуаннибао-Югурская национальная волость
- городской уезд Юймэнь
  - Сяоцзиньвань-Дунсянская национальная волость
  - Душаньцзы-Дунсянская национальная волость (独山子东乡族乡)
- уезд Гуачжоу
  - Гуанчжи-Тибетская национальная волость (广至藏族乡)
  - Цидунь-Хуэйско-Дунсянская национальная волость (七墩回族东乡族乡)
  - Шахэ-Тибетская национальная волость (沙河回族乡)

### городской округЦинъян
- уезд Чжэннин
  - Уцинъюань-Хуэйская национальная волость (五顷塬回族乡)

### городской округЧжанъе
- район Ганьчжоу
  - Пиншаньху-Монгольская национальная волость
- Сунань-Югурский автономный уезд
  - Байинь-Монгольская национальная волость
  - Мати-Тибетская национальная волость
  - Цзифэн-Тибетская национальная волость

### Ганьнань-Тибетский автономный округ
- уезд Линьтань
  - Чанчуань-Хуэйская национальная волость
  - Чжоло-Хуэйская национальная волость
- уезд Люлинь (Джоне)
  - Шаова-Туская национальная волость

### Линься-Хуэйский автономный округ
- уезд Гуанхэ
  - Алимату-Дунсянская национальная волость
- уезд Линься
  - Аньгупо-Дунсянская национальная волость
  - Цзингоу-Дунсянская национальная волость
- уезд Хэчжэн
  - Лянгусы-Дунсянская национальная волость

## Гирин

### городской округБайчэн
- район Таобэй
  - Дэшунь-Монгольская национальная волость (德顺蒙古族乡)
- городской уезд Даань
  - Синьайли-Монгольская национальная волость (新艾里蒙古族乡)
- городской уезд Таонань
  - Хох-Чэли-Монгольская национальная волость (呼和车力蒙古族乡)
  - Хулиту-Монгольская национальная волость (胡力吐蒙古族乡)
- уезд Тунъюй
  - Баолавэньдоу-Монгольская национальная волость (包拉温都蒙古族乡)
  - Сянхай-Монгольская национальная волость (向海蒙古族乡)
- уезд Чжэньлай
  - Момогэ-Монгольская национальная волость (莫莫格蒙古族乡)
  - Хатуци-Монгольская национальная волость (哈吐气蒙古族乡)

### городской округГирин
- район Чанъи
  - Лянцзяцзы-Маньчжурская национальная волость (两家子满族乡)
  - Тучэнцзы-Маньчжурско-Корейская национальная волость (土城子满族朝鲜族乡)
- городской уезд Цзяохэ
  - Улинь-Корейская национальная волость (乌林朝鲜族乡)
- уезд Юнцзи
  - Цзиньцзя-Маньчжурская национальная волость (金家满族乡)

### городской округЛяоюань
- уезд Дунфэн
  - Саньхэ-Маньчжурско-Корейская национальная волость (三合满族朝鲜族乡)

### городской округСунъюань
- уезд Фуюй
  - Саньцзюнь-Маньчжурско-Монгольско-Сибоская национальная волость (三骏满族蒙古族锡伯族乡)

### городской округСыпин
- городской уезд Шуанляо
  - Намусы-Монгольская национальная волость (那木斯蒙古族乡)

### городской округТунхуа
- городской уезд Мэйхэкоу
  - Сяоян-Маньчжурско-Корейская национальная волость (小杨满族朝鲜族乡)
- городской уезд Цзиань
  - Ляншуй-Корейская национальная волость (凉水朝鲜族乡)
- уезд Люхэ
  - Цзянцзядянь-Корейская национальная волость (姜家店朝鲜族乡)
- уезд Тунхуа
  - Дацюаньюань-Маньчжурско-Корейская национальная волость (大泉源满族朝鲜族乡)
  - Цзиньдоу-Корейско-Маньчжурская национальная волость (金斗朝鲜族满族乡)
- уезд Хуэйнань
  - Лоуцзе-Корейская национальная волость (楼街朝鲜族乡)

### городской округЧанчунь
- район Шуанъян
  - Шуанъинцзы-Хуэйская национальная волость (双营子回族乡)
- городской уезд Гунчжулин
  - Луншань-Маньчжурская национальная волость (龙山满族乡)
- городской уезд Цзютай
  - Манка-Маньчжурская национальная волость (莽卡满族乡)
  - Хуцзя-Хуэйская национальная волость (胡家回族乡)
- городской уезд Юйшу
  - Яньхэ-Корейская национальная волость (延和朝鲜族乡)

### Яньбянь-Корейский автономный округ
- городской уезд Хуньчунь
  - Саньцзяцзы-Маньчжурская национальная волость (三家子满族乡)
  - Янпао-Маньчжурская национальная волость (杨泡满族乡)

## Гуандун

### городской округХуэйчжоу
- уезд Лунмынь
  - Ланьтянь-Яоская национальная волость

### городской округЦинъюань
- уезд Яншань
  - Чэнцзя-Яоская национальная волость
- Ляньчжоу
  - Саньшуй-Яоская национальная волость
  - Яоань-Яоская национальная волость

### городской округЧжаоцин
- уезд Хуайцзи
  - Сяшуай-Чжуанско-Яоская национальная волость

### городской округШаогуань
- уезд Шисин
  - Шэньду-Шуйская национальная волость (深渡水族乡)

## Гуйчжоу

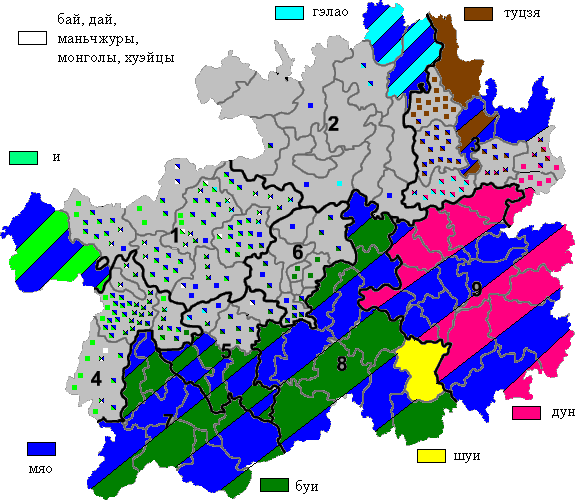
Автономии в Гуйчжоу

### городской округАньшунь
- район Сисю
  - Синьчан-Буи-Мяоская национальная волость (新场布依族苗族乡)
  - Хуанла-Буи-Мяоская национальная волость (黄腊布依族苗族乡)
  - Цзичан-Буи-Мяоская национальная волость (鸡场布依族苗族乡)
  - Янъу-Буи-Мяоская национальная волость (杨武布依族苗族乡)
  - Яньла-Мяо-Буйская национальная волость (岩腊苗族布依族乡)
- уезд Пинба
  - Шицзи-Хуэй-Мяоская национальная волость (十字回族苗族乡)
  - Янчан-Буи-Мяоская национальная волость (羊昌布依族苗族乡)
- уезд Пудин
  - Булан-Мяоская национальная волость (补郎苗族乡)
  - Маодун-Мяо-Гэлаоская национальная волость (猫洞苗族仡佬族乡)
  - Хоучан-Мяо-Гэлаоская национальная волость (猴场苗族仡佬族乡)

### городской округГуйян
- район Байюнь

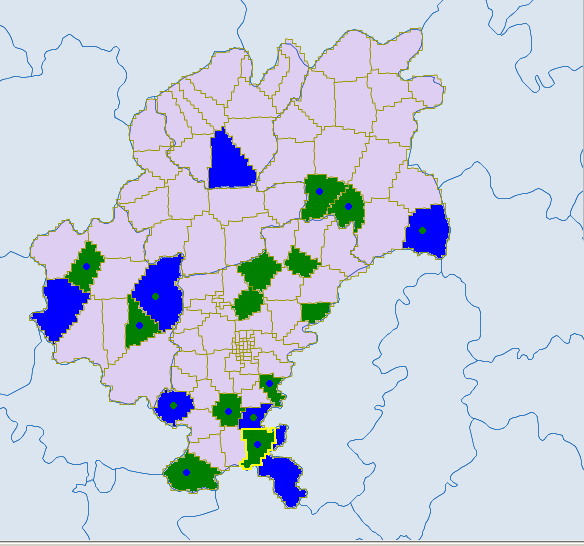
Blue — miao. Dark green- Bouyei

  - Доула-Буйская национальная волость (都拉布依族乡)
  - Нючан-Буйская национальная волость (牛场布依族乡)
- район Наньмин
  - Сяоби-Буи-Мяоская национальная волость (小碧布依族苗族乡)
- район Удан
  - Пяньпо-Буйская национальная волость (偏坡布依族乡)
  - Синьбао-Буйская национальная волость (新堡布依族乡)
- район Хуаси
  - Гаопо-Мяоская национальная волость (高坡苗族乡)
  - Малин-Буи-Мяоская национальная волость (马铃布依族苗族乡)
  - Мэнгуань-Мяо-Буйская национальная волость (孟关苗族布依族乡)
  - Хучао-Мяо-Буйская национальная волость (湖潮苗族布依族乡)
  - Цяньтао-Буи-Мяоская национальная волость (黔陶布依族苗族乡)
- городской уезд Цинчжэнь
  - Ванчжуан-Буи-Мяоская национальная волость (王庄布依族苗族乡)
  - Лючан-Мяоская национальная волость (流长苗族乡)
  - Майгэ-Мяо-Буйская национальная волость (麦格苗族布依族乡)
- уезд Кайян
  - Гаочжай-Мяо-Буйская национальная волость (高寨苗族布依族乡)
  - Наньцзян-Буи-Мяоская национальная волость (南江布依族苗族乡)
  - Хэфэн-Буи-Мяоская национальная волость (禾丰布依族苗族乡)
- уезд Сифэн
  - Циншань-Мяоская национальная волость (青山苗族乡)
- уезд Сювэнь
  - Дадань-Буйская национальная волость (大石布依族乡)

### городской округЛюпаньшуй
- район Чжуншань
  - Нанькай-Мяо-Ийская национальная волость (南开苗族彝族乡)
  - Цзиньпэнь-Мяо-Ийская национальная волость (金盆苗族彝族乡)
  - Цинлинь-Мяо-Ийская национальная волость (青林苗族彝族乡)
- городской уезд Паньчжоу
  - Баоцзи-Мяо-Ийская национальная волость (保基苗族彝族乡)
  - Пинди-Ийская национальная волость (坪地彝族乡)
  - Пугу-И-Мяоская национальная волость (普古彝族苗族乡)
  - Путянь-Хуэйская национальная волость (普田回族乡)
  - Цзюин-Бай-И-Мяоская национальная волость (旧营白族彝族苗族乡)
  - Юйни-Ийская национальная волость (淤泥彝族乡)
  - Янчан-Буи-Бай-Мяоская национальная волость (羊场布依族白族苗族乡)
- уезд Шуйчэн
  - Гобуга-И-Мяо-Буйская национальная волость (果布嘎彝族苗族布依族乡)
  - Ечжун-Мяо-И-Буйская национальная волость (野钟苗族彝族布依族乡)
  - Инпань-Мяо-И-Байская национальная волость (营盘苗族彝族白族乡)
  - Лунчан-Мяо-Бай-Ийская национальная волость (龙场苗族白族彝族乡)
  - Пинчжай-Ийская национальная волость (坪寨彝族乡)
  - Синьцзэ-И-Мяо-Буйская национальная волость (新街彝族苗族布依族乡)
  - Хоучан-Мяо-Буйская национальная волость (猴场苗族布依族乡)
  - Хуага-Мяо-Буи-Ийская национальная волость (花嘎苗族布依族彝族乡)
  - Шуньчан-Мяо-И-Буйская национальная волость (顺场苗族彝族布依族乡)
  - Янмэй-И-Мяо-Хуэйская национальная волость (杨梅彝族苗族回族乡)
- особый район Лючжи
  - Лабе-Буи-Ийская национальная волость (落别布依族彝族乡)
  - Нючан-Мяо-Ийская национальная волость (牛场苗族彝族乡)
  - Соцзя-Мяо-И-Хуэйская национальная волость (梭戛苗族彝族回族乡)
  - Чжунчжай-Мяо-И-Буйская национальная волость (中寨苗族彝族布依族乡)
  - Юэлянхэ-И-Буи-Мяоская национальная волость (月亮河彝族布依族苗族乡)

### городской округЦзуньи
- городской уезд Жэньхуай
  - Хоушань-Мяо-Буйская национальная волость (后山苗族布依族乡)
- уезд Тунцзы
  - Мацзун-Мяоская национальная волость (马鬃苗族乡)
- уезд Цзуньи
  - Пинчжэн-Гэлаоская национальная волость (平正仡佬族乡)
  - Хунгуань-Мяоская национальная волость (洪关苗族乡)
- уезд Чжэнъань
  - Себа-Гэлао-Мяоская национальная волость (谢坝仡佬族苗族乡)
  - Шипин-Мяо-Гэлаоская национальная волость (市坪苗族仡佬族乡)
- уезд Юйцин
  - Хуашань-Мяоская национальная волость (花山苗族乡)
- Даочжэнь-Гэлао-Мяоский автономный уезд
  - Шанба-Туцзяская национальная волость (上坝土家族乡)

### округБицзе
- район Цисингуань
  - Аши-Мяо-Ийская национальная волость (阿市苗族彝族乡)
  - Датунь-Ийская национальная волость (大屯彝族乡)
  - Иньдэ-И-Мяо-Байская национальная волость (阴底彝族苗族白族乡)
  - Туаньцзе-И-Мяоская национальная волость (团结彝族苗族乡)
  - Тянькань-Ийская национальная волость (田坎彝族乡)
  - Цяньси-И-Мяо-Байская национальная волость (千溪彝族苗族白族乡)
- уезд Дафан
  - Аньлэ-И-Гэлаоская национальная волость (安乐彝族仡佬族乡)
  - Бабао-И-Мяоская национальная волость (八堡彝族苗族乡)
  - Байна-Ийская национальная волость (百纳彝族乡)
  - Дашань-Мяо-Ийская национальная волость (大山苗族彝族乡)
  - Дашуй-Мяо-И-Буйская национальная волость (大水彝族苗族布依族乡)
  - Динсинь-И-Мяоская национальная волость (鼎新彝族苗族乡)
  - Лихуа-Мяо-Ийская национальная волость (理化苗族彝族乡)
  - Нючан-Мяо-Ийская национальная волость (牛场苗族彝族乡)
  - Пудэ-И-Мяо-Дайская национальная волость (普底彝族苗族白族乡)
  - Саньюань-И-Мяо-Байская национальная волость (三元彝族苗族白族乡)
  - Синлун-Мяоская национальная волость (兴隆苗族乡)
  - Синсу-Мяо-И-Гэлаоская национальная волость (星宿苗族彝族仡佬族乡)
  - Сяншуй-Бай-И-Гэлаоская национальная волость (响水白族彝族仡佬族乡)
  - Фэншань-И-Монгольская национальная волость (凤山彝族蒙古族乡)
  - Хэтао-И-Байская национальная волость (核桃彝族白族乡)
  - Хуанни-И-Мяо-Маньчжурская национальная волость (黄泥彝族苗族满族乡)
  - Чжуюань-И-Мяоская национальная волость (竹园彝族苗族乡)
  - Шачан-Ийская национальная волость (沙厂彝族乡)
- уезд Наюн
  - Гоцзюаньянь-Мяо-Ийская национальная волость (锅圈岩苗族彝族乡)
  - Гукай-Мяо-Ийская национальная волость (姑开苗族彝族乡)
  - Дунди-Мяо-Ийская национальная волость (董地苗族彝族乡)
  - Куньчжай-Мяо-И-Байская национальная волость (昆寨苗族彝族白族乡)
  - Синьфан-И-Мяоская национальная волость (新房彝族苗族乡)
  - Хуацзо-Мяо-Ийская национальная волость (化作苗族彝族乡)
  - Чжучан-Мяо-Ийская национальная волость (猪场苗族彝族乡)
  - Янчан-Мяо-Ийская национальная волость (羊场苗族彝族乡)
  - Шэдунгуань-И-Мяо-Байская национальная волость (厍东关彝族苗族白族乡)
  - Цзоига-И-Мяоская национальная волость (左鶂嘎彝族苗族乡)
- уезд Хэчжан
  - Гуда-Мяо-Ийская национальная волость (古达苗族彝族乡)
  - Кэлэ-И-Мяоская национальная волость (可乐彝族苗族乡)
  - Синфа-Мяо-И-Хуэйская национальная волость (兴发苗族彝族回族乡)
  - Сунлиньпо-Бай-И-Мяоская национальная волость (松林坡白族彝族苗族乡)
  - Тецзян-Мяоская национальная волость (铁匠苗族乡)
  - Фучу-И-Мяоская национальная волость (辅处彝族苗族乡)
  - Хэчжэнь-И-Мяоская национальная волость (河镇彝族苗族乡)
  - Цзегоу-И-Мяоская национальная волость (结构彝族苗族乡)
  - Чжицзе-И-Мяоская национальная волость (雉街彝族苗族乡)
  - Чжуши-Ийская национальная волость (珠市彝族乡)
  - Шуанпин-Ийская национальная волость (双坪彝族乡)
  - Шуйтанбао-И-Мяоская национальная волость (水塘堡彝族苗族乡)
- уезд Цзиньша
  - Аньло-Мяо-И-Маньчжурская национальная волость (安洛苗族彝族满族乡)
  - Датянь-И-Мяо-Буйская национальная волость (大田彝族苗族布依族乡)
  - Малу-И-Мяоская национальная волость (马路彝族苗族乡)
  - Синьхуа-Мяо-И-Маньчжурская национальная волость (新化苗族彝族满族乡)
  - Тайпин-И-Мяоская национальная волость (太平彝族苗族乡)
  - Шичан-Мяо-Ийская национальная волость (石场苗族彝族乡)
- уезд Цяньси
  - Динсинь-И-Мяоская национальная волость (定新彝族苗族乡)
  - Жэньхэ-И-Мяоская национальная волость (仁和彝族苗族乡)
  - Лухуа-Бай-Ийская национальная волость (绿化白族彝族乡)
  - Синьжэнь-Мяоская национальная волость (新仁苗族乡)
  - Тайлай-И-Мяоская национальная волость (太来彝族苗族乡)
  - Теши-Мяо-Ийская национальная волость (铁石苗族彝族乡)
  - Ули-Буи-Мяоская национальная волость (五里布依族苗族乡)
  - Хуаси-И-Мяоская национальная волость (花溪彝族苗族乡)
  - Хунлинь-И-Мяоская национальная волость (红林彝族苗族乡)
  - Цзиньпо-Мяо-И-Маньчжурская национальная волость (金坡苗族彝族满族乡)
  - Чжунцзянь-Мяо-Ийская национальная волость (中建苗族彝族乡)
  - Юншэнь-И-Мяоская национальная волость (永燊彝族苗族乡)
- уезд Чжицзинь
  - Гуаньчжай-Мяоская национальная волость (官寨苗族乡)
  - Дапин-Мяо-Ийская национальная волость (大平苗族彝族乡)
  - Хоучжай-Мяоская национальная волость (后寨苗族乡)
  - Цзиньлун-Мяо-И-Буйская национальная волость (金龙苗族彝族布依族乡)
  - Цзыцзян-Мяоская национальная волость (自强苗族乡)
  - Цзичан-Мяо-И-Буйская национальная волость (鸡场苗族彝族布依族乡)
  - Чадянь-Буи-Мяо-Ийская национальная волость (茶店布依族苗族彝族乡)
- Вэйнин-И-Хуэй-Мяоский автономный уезд
  - Синьфа-Буйская национальная волость (新发布依族乡)

### округТунжэнь
- район Бицзян

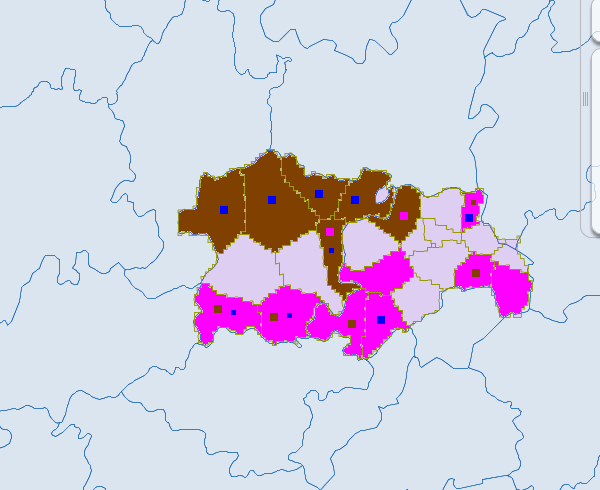
Blue — miao. Brown- tujia. red — dong

  - Вау-Дунская национальная волость (瓦屋侗族乡)
  - Лютуншань-Дун-Туцзяская национальная волость (六龙山侗族土家族乡)
  - Тунмупин-Дунская национальная волость (桐木坪侗族乡)
  - Хэпин-Туцзя-Дунская национальная волость (和平土家族侗族乡)
  - Хуаши-Дун-Мяо-Туцзяская национальная волость (滑石侗族苗族土家族乡)
- уезд Дэцзян
  - Лунцюань-Туцзяская национальная волость (龙泉土家族乡)
  - Наньгань-Туцзяская национальная волость (楠杆土家族乡)
  - Тунцзин-Туцзяская национальная волость (桶井土家族乡)
  - Цзинцзяо-Туцзяская национальная волость (荆角土家族乡)
  - Цяньцзя-Туцзяская национальная волость (钱家土家族乡)
  - Чанфэн-Туцзяская национальная волость (长丰土家族乡)
  - Шаси-Туцзяская национальная волость (沙溪土家族乡)
  - Яньтан-Туцзяская национальная волость (堰塘土家族乡)
- уезд Сынань
  - Куаньпин-Туцзя-Мяоская национальная волость (宽坪土家族苗族乡)
  - Саньдаошуй-Туцзя-Мяоская национальная волость (三道水土家族苗族乡)
  - Синлун-Туцзя-Мяоская национальная волость (兴隆土家族苗族乡)
  - Сылинь-Туцзя-Мяоская национальная волость (思林土家族苗族乡)
  - Тяньцао-Туцзя-Мяоская национальная волость (天桥土家族苗族乡)
  - Фэнъюн-Туцзя-Мяоская национальная волость (枫芸土家族苗族乡)
  - Хугувань-Мяо-Туцзяская национальная волость (胡家湾苗族土家族乡)
  - Янгуао-Мяо-Туцзяская национальная волость (杨家坳苗族土家族乡)
- уезд Цзянкоу
  - Гуаньхэ-Дун-Туцзя-Мяоская национальная волость (官和侗族土家族苗族乡)
  - Дэван-Туцзя-Мяоская национальная волость (德旺土家族苗族乡)
- уезд Шицянь
  - Ганьси-Гэлао-Дунская национальная волость (甘溪仡佬族侗族乡)
  - Даньгу-Гэлао-Дунская национальная волость (石固仡佬族侗族乡)
  - Дашаба-Гэлао-Дунская национальная волость (大沙坝仡佬族侗族乡)
  - Лунцзин-Дун-Гэлаоская национальная волость (龙井侗族仡佬族乡)
  - Пиндичан-Гэлао-Дунская национальная волость (坪地场仡佬族侗族乡)
  - Пиншань-Гэлао-Дунская национальная волость (坪山仡佬族侗族乡)
  - Фэнсян-Дун-Гэлаоская национальная волость (枫香侗族仡佬族乡)
  - Цзюйфэн-Гэлао-Дунская национальная волость (聚凤仡佬族侗族乡)
  - Цинъян-Мяо-Гэлао-Дунская национальная волость (青阳苗族仡佬族侗族乡)
- специальный район Ваньшань
  - Аочжай-Дунская национальная волость (熬寨侗族乡)
  - Гаолоупин-Дунская национальная волость (高楼坪侗族乡)
  - Дапин-Дун-Туцзя-Мяоская национальная волость (大坪侗族土家族苗族乡)
  - Сяси-Дунская национальная волость (下溪侗族乡)
  - Хуандао-Дунская национальная волость (黄道侗族乡)
  - Юйтан-Дун-Мяоская национальная волость (鱼塘侗族苗族乡)

### Цяньдуннань-Мяо-Дунский автономный округ
- уезд Жунцзян
  - Динвэй-Шуйская национальная волость (定威水族乡)
  - Жэньли-Шуйская национальная волость (仁里水族乡)
  - Саньцзян-Шуйская национальная волость (三江水族乡)
  - Синхуа-Шуйская национальная волость (兴华水族乡)
  - Тадань-Яо-Шуйская национальная волость (塔石瑶族水族乡)
  - Шуйвэй-Шуйская национальная волость (水尾水族乡)
- уезд Липин
  - Лэйдун-Яо-Шуйская национальная волость (雷洞瑶族水族乡)
  - Шуньхуа-Яоская национальная волость (顺化瑶族乡)
- уезд Лэйшань
  - Дади-Шуйская национальная волость (达地水族乡)
- уезд Мацзян
  - Баман-Буйская национальная волость (坝芒布依族乡)
- уезд Цунцзян
  - Ганбянь-Чжуанская национальная волость (刚边壮族乡)
  - Сютан-Чжуанская национальная волость (秀塘壮族乡)
  - Цуйли-Яо-Чжуанская национальная волость (翠里瑶族壮族乡)
- уезд Цэньгун
  - Янцяо-Туцзяская национальная волость (羊桥土家族乡)
- уезд Чжэньюань
  - Шанчжай-Туцзяская национальная волость (尚寨土家族乡)

### Цяньнань-Буи-Мяоский автономный округ
- городской уезд Дуюнь
  - Гуйлань-Шуйская национальная волость (归兰水族乡)
- уезд Либо
  - Лимингуань-Шуйская национальная волость (黎明关水族乡)
  - Яошань-Яоская национальная волость (瑶山瑶族乡)
- уезд Пинтан
  - Капу-Маонаньская национальная волость (本寨水族乡)

### Цяньсинань-Буи-Мяоский автономный округ
- уезд Ванмо
  - Юмай-Яоская национальная волость (油迈瑶族乡)
- уезд Синжэнь
  - Лучуин-Хуэйская национальная волость (鲁础营回族乡)
- уезд Цинлун
  - Саньбао-Ийская национальная волость (三宝彝族乡)

## Ляонин

### город субпровинциального значенияДалянь
- городской уезд Вафандянь
  - Саньтай-Маньчжурская национальная волость (三台满族乡)
  - Янцзя-Маньчжурская национальная волость (杨家满族乡)
- городской уезд Чжуанхэ
  - Гуйюньхуа-Маньчжурская национальная волость (桂云花满族乡)
  - Тайпинлин-Маньчжурская национальная волость (太平岭满族乡)

### город субпровинциального значенияШэньян
- уезд Канпин
  - Дуншэн-Маньчжурско-Монгольская национальная волость (东升满族蒙古族乡)
  - Люшутунь-Монгольско-Маньчжурская национальная волость (柳树屯蒙古族满族乡)
  - Сигуаньиунь-Маньчжурско-Монгольская национальная волость (西关屯满族蒙古族乡)
  - Шацзиньтай-Монгольско-Маньчжурская национальная волость (沙金台蒙古族满族乡)
- уезд Факу
  - Сыцзяцзы-Монгольская национальная волость (四家子蒙古族乡)

### городской округБэньси
- Хуаньжэнь-Маньчжурский автономный уезд
  - Яхэ-Корейская национальная волость (雅河朝鲜族乡)

### городской округДаньдун
- городской уезд Дунган
  - Хэлун-Маньчжурская национальная волость (合隆满族乡)
- городской уезд Фэнчэн
  - Дабао-Монгольская национальная волость (大堡蒙古族乡)
- Куаньдянь-Маньчжурский автономный уезд
  - Сялоухэ-Корейская национальная волость (下露河朝鲜族乡)

### городской округЛяоян
- уезд Ляоян
  - Тяньшуй-Маньчжурская национальная волость (甜水满族乡)
  - Цзидунъю-Маньчжурская национальная волость (吉洞峪满族乡)

### городской округПаньцзинь
- уезд Дава
  - Жунсин-Корейская национальная волость (荣兴朝鲜族乡)

### городской округТелин
- городской уезд Кайюань
  - Линьфэн-Маньчжурская национальная волость (林丰满族乡)
- район Цинхэ
  - Нецзя-Маньчжурская национальная волость (聂家满族乡)
- уезд Сифэн
  - Дэсин-Маньчжурская национальная волость (德兴满族乡)
  - Инчан-Маньчжурская национальная волость (营厂满族乡)
  - Миндэ-Маньчжурская национальная волость (明德满族乡)
  - Хэлун-Маньчжурская национальная волость (和隆满族乡)
  - Цзиньсин-Маньчжурская национальная волость (金星满族乡)
  - Чэнпин-Маньчжурская национальная волость (成平满族乡)
- уезд Телин
  - Байцичжай-Маньчжурская национальная волость (白旗寨满族乡)

### городской округФусинь
- уезд Чжанъу
  - Эрдаохэцзы-Монгольская национальная волость (二道河子蒙古族乡)

### городской округФушунь
- район Ванхуа
  - Лагу-Маньчжурская национальная волость (拉古满族乡)
- уезд Фушунь
  - Танту-Маньчжурская национальная волость (汤图满族乡)

### городской округХулудао
- городской уезд Синчэн
  - Байта-Маньчжурская национальная волость (白塔满族乡)
  - Ванхай-Маньчжурская национальная волость (望海满族乡)
  - Вэйбин-Маньчжурская национальная волость (围屏满族乡)
  - Дачжай-Маньчжурская национальная волость (大寨满族乡)
  - Лютайцзы-Маньчжурская национальная волость (刘台子满族乡)
  - Наньдашань-Маньчжурская национальная волость (南大山满族乡)
  - Саньдаогоу-Маньчжурская национальная волость (三道沟满族乡)
  - Цзюмэнь-Маньчжурская национальная волость (旧门满族乡)
  - Цзяньчан-Маньчжурская национальная волость (碱厂满族乡)
  - Юаньтайцзы-Маньчжурская национальная волость (元台子满族乡)
  - Янъань-Маньчжурская национальная волость (羊安满族乡)
  - Яован-Маньчжурская национальная волость (药王满族乡)
- уезд Суйчжун
  - Ванху-Маньчжурская национальная волость (网户满族乡)
  - Гаодяньцзы-Маньчжурская национальная волость (高甸子满族乡)
  - Гэцзы-Маньчжурская национальная волость (葛家满族乡)
  - Миншуй-Маньчжурская национальная волость (明水满族乡)
  - Сипинпо-Маньчжурская национальная волость (西平坡满族乡)
  - Фаньцзя-Маньчжурская национальная волость (范家满族乡)
- уезд Цзяньчан
  - Эрдаованьцзы-Монгольская национальная волость (二道湾子蒙古族乡)

### городской округЦзиньчжоу
- уезд Исянь
  - Дадинбао-Маньчжурская национальная волость (大定堡满族乡)
  - Дэцансы-Маньчжурская национальная волость (地藏寺满族乡)

### городской округЧаоян
- городской уезд Бэйпяо
  - Ляншуйхэ-Монгольская национальная волость (凉水河蒙古族乡)
  - Маюин-Монгольская национальная волость (马友营蒙古族乡)
- городской уезд Линъюань
  - Саньцзяцзы-Монгольская национальная волость (三家子蒙古族乡)
- уезд Цзяньпин
  - Саньцзя-Монгольская национальная волость (三家蒙古族乡)
- уезд Чаоян
  - Сунлинмэнь-Монгольская национальная волость (松岭门蒙古族乡)
  - Уланьхэшо-Монгольская национальная волость (乌兰河硕蒙古族乡)

## Сычуань

### городской округГуанъюань
- уезд Цинчуань
  - Даюань-Хуэйская национальная волость (大院回族乡)
  - Хаоси-Хуэйская национальная волость (蒿溪回族乡)

### городской округДачжоу
- уезд Сюаньхань
  - Дукоу-Туцзяская национальная волость (渡口土家族乡)
  - Лунцюань-Туцзяская национальная волость (龙泉土家族乡)
  - Саньдунь-Туцзяская национальная волость (三墩土家族乡)
  - Цишу-Туцзяская национальная волость (漆树土家族乡)

### городской округИбинь
- уезд Гунсянь
  - Гуаньдоу-Мяоская национальная волость (观斗苗族乡)
  - Лоду-Мяоская национальная волость (罗渡苗族乡)
  - Юхэ-Мяоская национальная волость (玉和苗族乡)
- уезд Пиншань
  - Бинбянь-Ийская национальная волость (屏边彝族乡)
  - Цинпин-Ийская национальная волость (清平彝族乡)
- уезд Синвэнь
  - Даба-Мяоская национальная волость (大坝苗族乡)
  - Дахэ-Мяоская национальная волость (大河苗族乡)
  - Сяньфэн-Мяоская национальная волость (仙峰苗族乡)
  - Цилинь-Мяоская национальная волость (麒麟苗族乡)
- уезд Цзюньлянь
  - Гаопин-Мяоская национальная волость (高坪苗族乡)
  - Ляньхэ-Мяоская национальная волость (联合苗族乡)
  - Туаньлинь-Мяоская национальная волость (团林苗族乡)

### городской округЛучжоу
- уезд Гулинь
  - Дачжай-Мяоская национальная волость (大寨苗族乡)
  - Масы-Мяоская национальная волость (马嘶苗族乡)
  - Цзяньчжу-Мяоская национальная волость (箭竹苗族乡)
- уезд Сюйюн
  - Байла-Мяоская национальная волость (白腊苗族乡)
  - Хэлэ-Мяоская национальная волость (合乐苗族乡)
  - Даньба-Ийская национальная волость (石坝彝族乡)
  - Шуйляо-Ийская национальная волость (水潦彝族乡)
  - Цзяньцао-Мяоская национальная волость (枧槽苗族乡)

### городской округЛэшань
- район Цзинькоухэ
  - Гунъань-Ийская национальная волость (共安彝族乡)
  - Хэпин-Ийская национальная волость (和平彝族乡)

### городской округМяньян
- уезд Пинъу
  - Байма-Тибетская национальная волость (白马藏族乡)
  - Доукоу-Цянская национальная волость (豆叩羌族乡)
  - Куода-Тибетская национальная волость (阔达藏族乡)
  - Мупи-Тибетская национальная волость (木皮藏族乡)
  - Муцзо-Тибетская национальная волость (木座藏族乡)
  - Пинтун-Цянская национальная волость (平通羌族乡)
  - Соцзян-Цянская национальная волость (锁江羌族乡)
  - Сыэр-Тибетская национальная волость (泗耳藏族乡)
  - Тучэн-Тибетская национальная волость (土城藏族乡)
  - Хуанъянгуань-Тибетская национальная волость (黄羊关藏族乡)
  - Хуя-Тибетская национальная волость (虎牙藏族乡)
  - Цзюбао-Цянская национальная волость (旧堡羌族乡)
- уезд Яньтин
  - Дасин-Хуэйская национальная волость (大兴回族乡)
- Бэйчуань-Цянский автономный уезд
  - Таолун-Тибетская национальная волость (桃龙藏族乡)

### городской округНаньчун
- городской уезд Ланчжун
  - Бошу-Хуэйская национальная волость (博树回族乡)

### городской округПаньчжихуа
- район Жэньхэ
  - Ала-Ийская национальная волость (啊喇彝族乡)
  - Далунтань-Ийская национальная волость (大龙潭彝族乡)
- уезд Мии
  - Байпо-Ийская национальная волость (白坡彝族乡)
  - Ваньцю-Ийская национальная волость (湾丘彝族乡)
  - Малун-Ийская национальная волость (麻陇彝族乡)
  - Синьшань-Лисуская национальная волость (新山傈僳族乡)
- уезд Яньбянь
  - Вэньцюань-Ийская национальная волость (温泉彝族乡)
  - Гэсала-Ийская национальная волость (格萨拉彝族乡)
  - Хунбао-Мяо-Ийская национальная волость (红宝苗族彝族乡)
  - Хунго-Ийская национальная волость (红果彝族乡)

### городской округЯань
- уезд Баосин
  - Цяоци-Тибетская национальная волость (硗碛藏族乡)
- уезд Инцзин
  - Баофэн-Ийская национальная волость (宝峰彝族乡)
  - Миньцзянь-Ийская национальная волость (民建彝族乡)
- уезд Ханьюань
  - Пяньма-Ийская национальная волость (片马彝族乡)
  - Сяобао-Тибетско-Ийская национальная волость (小堡藏族彝族乡)
  - Шуньхэ-Ийская национальная волость (顺河彝族乡)
  - Юнли-Ийская национальная волость (永利彝族乡)
  - Нимэй-Ийская национальная волость (坭美彝族乡)
- уезд Шимянь
  - Ванганпин-Ийско-Тибетская национальная волость (王岗坪彝族藏族乡)
  - Лицзыпин-Ийская национальная волость (栗子坪彝族乡)
  - Село-Тибетская национальная волость (蟹螺藏族乡)
  - Синьминь-Тибетско-Ийская национальная волость (新民藏族彝族乡)
  - Цаокэ-Тибетская национальная волость (草科藏族乡)

### Нгава-Тибетско-Цянский автономный округ
- уезд Сунгчу
  - Шили-Хуэйская национальная волость (十里回族乡)

### Гардзе-Тибетский автономный округ
- уезд Гьяр (Гьэси, Цзюлун)
  - Доло-Ийская национальная волость (朵洛彝族乡)
  - Сяоцзинь-Ийская национальная волость (小金彝族乡)
  - Цзыэр-Ийская национальная волость (子耳彝族乡)

### Ляншань-Ийский автономный округ
- городской уезд Сичан
  - Гаоцао-Хуэйская национальная волость (高草回族乡)
  - Юлон-Хуэйская национальная волость (裕隆回族乡)
- уезд Дэчан
  - Наньшань-Лисуская национальная волость (南山傈僳族乡)
  - Цзиньша-Лисуская национальная волость (金沙傈僳族乡)
- уезд Мяньнин
  - Хэай-Тибетская национальная волость (和爱藏族乡)
- уезд Хойли
  - Синьань-Дайская национальная волость (新安傣族乡)
- уезд Юэси
  - Баоань-Тибетская национальная волость (保安藏族乡)
- уезд Яньюань
  - Дапо-Монгольская национальная волость (大坡蒙古族乡)
- Мули-Тибетский автономный уезд
  - Байдяо-Мяоская национальная волость (白碉苗族乡)
  - Гуцзэн-Мяоская национальная волость (固增苗族乡)
  - Сянцзяо-Монгольская национальная волость (项脚蒙古族乡)
  - Уцзяо-Монгольская национальная волость (屋脚蒙古族乡)
  - Эя-Насиская национальная волость (俄亚纳西族乡)

## Фуцзянь

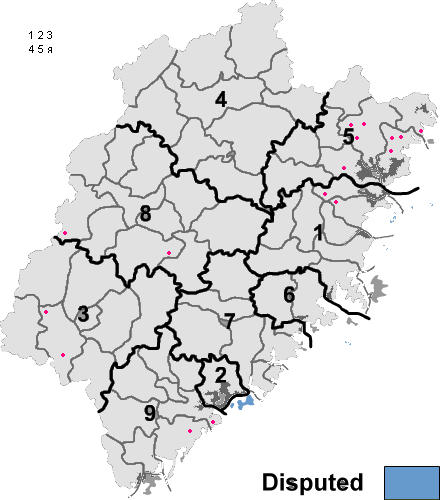
She ethnic townships in Fujian

### городской округЛунъянь
- уезд Шанхан
  - Гуаньчжуан-Шэская национальная волость (官庄畲族乡)
  - Луфэн-Шэская национальная волость (庐丰畲族乡)

### городской округНиндэ
- район Цзяочэн
  - Цзиньхань-Шэская национальная волость (金涵畲族乡)
- городской уезд Фуань
  - Баньчжун-Шэская национальная волость (坂中畲族乡)
  - Канцо-Шэская национальная волость (康厝畲族乡)
  - Муюнь-Шэская национальная волость (穆云畲族乡)
- городской уезд Фудин
  - Сямэнь-Шэская национальная волость (硖门畲族乡)
- уезд Сяпу
  - Чунжу-Шэская национальная волость (崇儒畲族乡)
  - Шуймэнь-Шэская национальная волость (水门畲族乡)
  - Яньтянь-Шэская национальная волость (盐田畲族乡)

### городской округСаньмин
- городской уезд Юнъань
  - Циншуй-Шэская национальная волость (青水畲族乡)
- уезд Нинхуа
  - Чжипин-Шэская национальная волость (治平畲族乡)

### городской округФучжоу
- уезд Лоюань
  - Хокоу-Шэская национальная волость (霍口畲族乡)
- уезд Ляньцзян
  - Сяоцан-Шэская национальная волость (小沧畲族乡)

### городской округЦюаньчжоу
- уезд Хуэйань
  - Байци-Хуэйская национальная волость (百崎回族乡)

### городской округЧжанчжоу
- городской уезд Лунхай
  - Лунцзяо-Шэская национальная волость (隆教畲族乡)
- уезд Чжанпу
  - Хуси-Шэская национальная волость (湖西畲族乡)
  - Чилин-Шэская национальная волость (赤岭畲族乡)

## Хубэй
- Лесная территория Шэньнунцзя
  - Сягупин-Туцзяская национальная волость (下谷平土家族乡)

### городской округИчан
- городской уезд Иду
  - Паньгувань-Туцзяская национальная волость (潘家湾土家族乡)

### городской округЦзинчжоу
- городской уезд Хунху
  - Лаовань-Хуэйская национальная волость (老湾回族乡)

### городской округЦзинмэнь
- городской уезд Чжунсян
  - Цзюли-Хуэйская национальная волость (九里回族乡)

### городской округШиянь
- уезд Юньси
  - Хубэйкоу-Хуэйская национальная волость (湖北口回族乡)

### Эньши-Туцзя-Мяоский автономный округ
- городской уезд Эньши
  - Бацзяо-Дунская национальная волость (芭蕉侗族乡)
- уезд Сюаньэнь
  - Сяогуань-Дунская национальная волость (晓关侗族乡)
  - Чанханьтэ-Дунская национальная волость (长潭河侗族乡)
- уезд Хэфэн
  - Телу-Байская национальная волость (铁炉白族乡)

## Хунань

### городской округИян
- уезд Таоцзян
  - Чжабу-Хуэйская национальная волость (鲊埠回族乡)

### городской округХуайхуа
- городской уезд Хунцзян
  - Лунчуаньтан-Яоская национальная волость (龙船塘瑶族乡)
  - Шэньду-Мяоская национальная волость (深渡苗族乡)
- уезд Хуэйтун
  - Баотуань-Дун-Мяоская национальная волость (炮团侗族苗族乡)
  - Баотянь-Дун-Мяоская национальная волость (宝田侗族苗族乡)
  - Мобинь-Дун-Мяоская национальная волость (漠滨侗族苗族乡)
  - Пувэнь-Дун-Мяоская национальная волость (蒲稳侗族苗族乡)
  - Цзиньцзыянь-Дун-Мяоская национальная волость (金子岩侗族苗族乡)
  - Цинлан-Дун-Мяоская национальная волость (青朗侗族苗族乡)
- уезд Чжунфан
  - Хаоцзипин-Яоская национальная волость (蒿吉坪瑶族乡)
- уезд Чэньси
  - Лоцзышань-Яоская национальная волость (罗子山瑶族乡)
  - Сумуси-Яоская национальная волость (苏木溪瑶族乡)
  - Сяньжэньвань-Яоская национальная волость (仙人湾瑶族乡)
  - Хоутан-Яоская национальная волость (后塘瑶族乡)
  - Шанпуси-Яоская национальная волость (上蒲溪瑶族乡)
- уезд Юаньлин
  - Хочан-Туцзяская национальная волость (火场土家族乡)
  - Эрю-Мяоская национальная волость (二酉苗族乡)
- Синьхуан-Дунский автономный уезд
  - Бутоуцян-Мяоская национальная волость (步头降苗族乡)
  - Мибэй-Мяоская национальная волость (米贝苗族乡)
- Тундао-Дунский автономный уезд
  - Дагаопин-Мяоская национальная волость (大高坪苗族乡)

### городской округХэнъян
- городской уезд Чаннин
  - Ташань-Яоская национальная волость (塔山瑶族乡)

### городской округЧандэ
- район Динчэн
  - Сюйцзяцяо-Хуэй-Уйгурская национальная волость (许家桥回族维吾尔族乡)
- уезд Таоюань
  - Фэншу-Уйгурско-Хуэйская национальная волость (枫树维吾尔族回族乡)
  - Цинлинь-Хуэй-Уйгурская национальная волость (青林回族维吾尔族乡)
- уезд Ханьшоу
  - Маоцзятань-Хуэй-Уйгурская национальная волость (毛家滩回族维吾尔族乡)

### городской округЧжанцзяцзе
- уезд Санчжи
  - Люцзяпин-Байская национальная волость (刘家坪白族乡)
  - Махэкоу-Байская национальная волость (马合口白族乡)
  - Фужунцяо-Байская национальная волость (芙蓉桥白族乡)
  - Хунцзягуань-Байская национальная волость (洪家关白族乡)
  - Цзоумапин-Байская национальная волость (走马坪白族乡)
- уезд Цыли
  - Ганьянь-Туцзяская национальная волость (甘堰土家族乡)
  - Гаофэн-Туцзяская национальная волость (高峰土家族乡)
  - Саньгуаньсы-Туцзяская национальная волость (三官寺土家族乡)
  - Сюйцзяфан-Туцзяская национальная волость (许家坊土家族乡)
  - Цзиньянь-Туцзяская национальная волость (金岩土家族乡)
  - Чжаогуган-Туцзяская национальная волость (赵家岗土家族乡)
  - Янхэ-Туцзяская национальная волость (阳和土家族乡)

### городской округЧжучжоу
- уезд Яньлин
  - Лунчжа-Яоская национальная волость (龙渣瑶族乡)

### городской округЧэньчжоу
- район Бэйху
  - Датан-Яоская национальная волость (大塘瑶族乡)
  - Юэфэн-Яоская национальная волость (月峰瑶族乡)
- городской уезд Цзысин
  - Ляньпин-Яоская национальная волость (连坪瑶族乡)
  - Туаньцзе-Яоская национальная волость (团结瑶族乡)
- уезд Гуйян
  - Байшуй-Яоская национальная волость (白水瑶族乡)
- уезд Жучэн
  - Вэньмин-Яоская национальная волость (文明瑶族乡)
  - Яньшоу-Яоская национальная волость (延寿瑶族乡)
- уезд Ичжан
  - Маншань-Яоская национальная волость (莽山瑶族乡)
- уезд Линьу
  - Сишань-Яоская национальная волость (西山瑶族乡)

### городской округШаоян
- уезд Дункоу
  - Дау-Яоская национальная волость (大屋瑶族乡)
  - Лоси-Яоская национальная волость (罗溪瑶族乡)
  - Чантан-Яоская национальная волость (长塘瑶族乡)
- уезд Лунхуэй
  - Хусиншань-Яоская национальная волость (虎形山瑶族乡)
  - Шаньцзе-Хуэйская национальная волость (山界回族乡)
- уезд Синьнин
  - Малинь-Яоская национальная волость (麻林瑶族乡)
  - Хуанцзинь-Яоская национальная волость (黄金瑶族乡)
- уезд Суйнин
  - Гуанься-Мяоская национальная волость (关峡苗族乡)
  - Дуншань-Дунская национальная волость (东山侗族乡)
  - Лэаньпу-Мяо-Дунская национальная волость (乐安铺苗族侗族乡)
  - Ляньминь-Мяо-Яоская национальная волость (联民苗族瑶族乡)
  - Матан-Мяо-Яоская национальная волость (麻塘苗族瑶族乡)
  - Хэкоу-Мяоская национальная волость (河口苗族乡)
  - Чжайши-Мяо-Дунская национальная волость (寨市苗族侗族乡)
  - Эгунлин-Дунско-Мяоская национальная волость (鹅公岭侗族苗族乡)

### городской округЮнчжоу
- уезд Даосянь
  - Хунтанъин-Яоская национальная волость (洪塘营瑶族乡)
  - Хэнлин-Яоская национальная волость (横岭瑶族乡)
  - Шэньчжантан-Яоская национальная волость (审章塘瑶族乡)
- уезд Ланьшань
  - Дацяо-Яоская национальная волость (大桥瑶族乡)
  - Литоу-Яоская национальная волость (犁头瑶族乡)
  - Хуэйюань-Яоская национальная волость (汇源瑶族乡)
  - Цзылян-Яоская национальная волость (紫良瑶族乡)
  - Цзинчжу-Яоская национальная волость (荆竹瑶族乡)
  - Цяндун-Яоская национальная волость (浆洞瑶族乡)
- уезд Нинъюань
  - Маньхуапин-Яоская национальная волость (棉花坪瑶族乡)
  - Тунмуло-Яоская национальная волость (桐木漯瑶族乡)
  - Хуантан-Яоская национальная волость (荒塘瑶族乡)
  - Цзюи-Яоская национальная волость (九嶷瑶族乡)
- уезд Синьтянь
  - Мэньлоуся-Яоская национальная волость (门楼下瑶族乡)
- уезд Цзянъюн
  - Ланьси-Яоская национальная волость (兰溪瑶族乡)
  - Сунбай-Яоская национальная волость (松柏瑶族乡)
  - Цяньцзядун-Яоская национальная волость (千家峒瑶族乡)
  - Юанькоу-Яоская национальная волость (源口瑶族乡)
- уезд Циян
  - Шайбэйтань-Яоская национальная волость (晒北滩瑶族乡)
- уезд Шуанпай
  - Шанъуцян-Яоская национальная волость (上梧江瑶族乡)
- Цзянхуа-Яоский автономный уезд
  - Цинтан-Чжуанская национальная волость (清塘壮族乡)

## Хэбэй

### городской округБаодин
- городской уезд Динчжоу
  - Хаотоучжуан-Хуэйская национальная волость (号头庄回族乡)
- уезд И
  - Линюньцэ-Хуэй-Маньчжурская национальная волость (凌云册回族满族乡)

### городской округЛанфан
- уезд Вэньань
  - Давэйхэ-Хуэй-Маньчжурская национальная волость (大围河回族满族乡)
- уезд Юнцин
  - Гуаньцзяу-Хуэйская национальная волость (管家务回族乡)

### городской округТаншань
- городской уезд Цзуньхуа
  - Дунлин-Маньчжурская национальная волость (东陵满族乡)
  - Сисяин-Маньчжурская национальная волость (西下营满族乡)
  - Танцюань-Маньчжурская национальная волость (汤泉满族乡)

### городской округХаньдань
- уезд Дамин
  - Инчжэнь-Хуэйская национальная волость (营镇回族乡)
- уезд Цюсянь
  - Чэньцунь-Хуэйская национальная волость (陈村回族乡)

### городской округЦанчжоу
- городской уезд Хуанхуа
  - Синьцунь-Хуэйская национальная волость (新村回族乡)
  - Янсаньму-Хуэйская национальная волость (羊三木回族乡)
  - Янъэрчжуан-Хуэйская национальная волость (羊二庄回族乡)
- городской уезд Хэцзянь
  - Гоцзыва-Хуэйская национальная волость (果子洼回族乡)
- уезд Сяньсянь
  - Бэньчжай-Хуэйская национальная волость (本斋回族乡)
- уезд Цансянь
  - Дачжуцунь-Хуэйская национальная волость (大褚村回族乡)
  - Дулинь-Хуэйская национальная волость (杜林回族乡)
  - Литяньму-Хуэйская национальная волость (李天木回族乡)
  - Цзеди-Хуэйская национальная волость (捷地回族乡)

### городской округЧжанцзякоу
- уезд Гуюань
  - Даэрхао-Хуэйская национальная волость (大二号回族乡)
- уезд Хуайлай
  - Ванцзялоу-Хуэйская национальная волость (王家楼回族乡)

### городской округЧэндэ
- уезд Луаньпин
  - Аньчуньгоумэнь-Маньчжурская национальная волость (安纯沟门满族乡)
  - Дэнчан-Маньчжурская национальная волость (邓厂满族乡)
  - Маинцзы-Маньчжурская национальная волость (马营子满族乡)
  - Пинфан-Маньчжурская национальная волость (平坊满族乡)
  - Сигоу-Маньчжурская национальная волость (西沟满族乡)
  - Сяоин-Маньчжурская национальная волость (小营满族乡)
  - Удаоинцзы-Маньчжурская национальная волость (五道营子满族乡)
  - Фуцзядянь-Маньчжурская национальная волость (付家店满族乡)
- уезд Лунхуа
  - Бадаин-Монгольская национальная волость (八达营蒙古族乡)
  - Байхугоу-Маньчжурско-Монгольская национальная волость (白虎沟满族蒙古族乡)
  - Иньцзяин-Маньчжурская национальная волость (尹家营满族乡)
  - Мяоцзыгоу-Монгольско-Маньчжурская национальная волость (庙子沟蒙古族满族乡)
  - Пяньпоин-Маньчжурская национальная волость (偏坡营满族乡)
  - Сиачао-Маньчжурско-Монгольская национальная волость (西阿超满族蒙古族乡)
  - Тайпинчжуан-Маньчжурская национальная волость (太平庄满族乡)
  - Цзютунь-Маньчжурская национальная волость (旧屯满族乡)
- уезд Пинцюань
  - Маоланьгоу-Маньчжурско-Монгольская национальная волость (茅兰沟满族蒙古族乡)
  - Цицзядай-Маньчжурская национальная волость (七家岱满族乡)
- уезд Синлун
  - Багуалин-Маньчжурская национальная волость (八卦岭满族乡)
  - Наньтяньмэнь-Маньчжурская национальная волость (南天门满族乡)
- уезд Чэндэ
  - Ганцзы-Маньчжурская национальная волость (岗子满族乡)
  - Лянцзя-Маньчжурская национальная волость (两家满族乡)
- Фэннин-Маньчжурский автономный уезд
  - Наньгуань-Монгольская национальная волость (南关蒙古族乡)

### городской округШицзячжуан
- городской уезд Гаочэн
  - Цзюмэнь-Хуэйская национальная волость (九门回族乡)
- городской уезд Синьлэ
  - Пэнцзячжуан-Хуэйская национальная волость (彭家庄回族乡)
- уезд Уцзи
  - Гаотоу-Хуэйская национальная волость (高头回族乡)

## Хэйлунцзян

### город субпровинциального значенияХарбин
- район Наньган
  - Гунци-Маньчжурская национальная волость (红旗满族乡)
- городской уезд Учан
  - Гунци-Маньчжурская национальная волость (红旗满族乡)
  - Инчэнцзи-Маньчжурская национальная волость (营城子满族乡)
  - Миньлэ-Корейская национальная волость (民乐朝鲜族乡)
- городской уезд Шанчжи
  - Хэдун-Корейская национальная волость (河东朝鲜族乡)
  - Ючи-Корейская национальная волость (鱼池朝鲜族乡)
- городской уезд Шуанчэн
  - Лэцунь-Маньчжурская национальная волость (乐群满族乡)
  - Сицинь-Маньчжурская национальная волость (希勤满族乡)
  - Тунсинь-Маньчжурская национальная волость (同心满族乡)
  - Цинлин-Маньчжурская национальная волость (青岭满族乡)
- уезд Илань
  - Инлань-Корейская национальная волость (迎兰朝鲜族乡)

### городской округДацин
- уезд Чжаоюань
  - Ишунь-Монгольская национальная волость (义顺蒙古族乡)
  - Хаодэ-Монгольская национальная волость (浩德蒙古族乡)
  - Чаодэн-Монгольская национальная волость (超等蒙古族乡)

### городской округИчунь
- уезд Тели
  - Няньфэн-Корейская национальная волость (年丰朝鲜族乡)

### городской округМуданьцзян
- район Сиань
  - Хайнань-Корейская национальная волость (海南朝鲜族乡)
- городской уезд Мулин
  - Фулу-Корейско-Маньчжурская национальная волость (福禄朝鲜族满族乡)
- городской уезд Нинъань
  - Волун-Корейская национальная волость (卧龙朝鲜族乡)
  - Цзяннань-Корейско-Маньчжурская национальная волость (江南朝鲜族满族乡)

### городской округСуйхуа
- район Бэйлинь
  - Гунци-Маньчжурская национальная волость (红旗满族乡)
  - Синхэ-Корейская национальная волость (兴和朝鲜族乡)
- уезд Ванкуй
  - Линшань-Маньчжурская национальная волость (灵山满族乡)
  - Сянбай-Маньчжурская национальная волость (厢白满族乡)

### городской округХэган
- уезд Лобэй
  - Дунмин-Корейская национальная волость (东明朝鲜族乡)
- уезд Суйбинь
  - Фусин-Маньчжурская национальная волость (福兴满族乡)

### городской округХэйхэ
- район Айгунь
  - Куньхэ-Даурско-Маньчжурская национальная волость (坤河达斡尔族满族乡)
  - Синьшэн-Орочонская национальная волость (新生鄂伦春族乡)
  - Сыцзяцзы-Маньчжурская национальная волость (四嘉子满族乡)
- городской уезд Бэйань
  - Чжусин-Корейская национальная волость (主星朝鲜族乡)
- уезд Суньу
  - Яньцзян-Маньчжурская национальная волость (沿江满族乡)
- уезд Цикэ
  - Синьсин-Орочонская национальная волость (新兴鄂伦春族乡)
  - Синьэ-Орочонская национальная волость (新鄂鄂伦春族乡)

### городской округЦзиси
- район Чэнцзыхэ
  - Юнфэн-Корейская национальная волость (永丰朝鲜族乡)
- городской уезд Мишань
  - Синкайху-Корейская национальная волость (兴凯湖朝鲜族乡)
- уезд Цзидун
  - Миндэ-Корейская национальная волость (明德朝鲜族乡)
  - Цзилинь-Корейская национальная волость (鸡林朝鲜族乡)

### городской округЦзямусы
- городской уезд Тунцзян
  - Бача-Нанайская национальная волость (八岔赫哲族乡)
  - Цзецзинькоу-Нанайская национальная волость (街津口赫哲族乡)
- уезд Танъюань
  - Танван-Корейская национальная волость (汤旺朝鲜族乡)
- уезд Хуачуань
  - Синхо-Корейская национальная волость (星火朝鲜族乡)

### городской округЦицикар
- Мэйлисы-Даурский национальный район
  - Мангэту-Даурская национальная волость (莽格吐达斡尔族乡)
- район Фулаэрцзи (Хулан-Эрги)
  - Дуэрмэньцинь-Даурская национальная волость (杜尔门沁达斡尔族乡)
- городской уезд Нэхэ
  - Синван-Эвенкийская национальная волость (兴旺鄂温克族乡)
- уезд Тайлай
  - Нинцзян-Монгольская национальная волость (宁姜蒙古族乡)
  - Шэнли-Монгольская национальная волость (胜利蒙古族乡)
- уезд Фуюй
  - Юи-Даурско-Маньчжурско-Киргизская национальная волость (友谊达斡尔族满族柯尔克孜族乡)

### городской округЦитайхэ
- уезд Боли
  - Синшу-Корейская национальная волость (杏树朝鲜族乡)
  - Цзисин-Корейско-Маньчжурская национальная волость (吉兴朝鲜族满族乡)

### городской округШуанъяшань
- уезд Жаохэ
  - Сыпай-Нанайская национальная волость (四排赫哲族乡)
- уезд Юи
  - Чэнфу-Корейско-Маньчжурская национальная волость (成富朝鲜族满族乡)

### округДа-Хинган-Лин
- уезд Хума
  - Байиньна-Орочонская национальная волость (白银纳鄂伦春族乡)
- уезд Тахэ
  - Шибачжань-Орочонская национальная волость (十八站鄂伦春族乡)

## Хэнань

### городской округЛоян
- Чаньхэ-Хуэйский район
  - Чаньхэ-Хуэйская национальная волость (瀍河回族乡)

### городской округНаньян
- уезд Фанчэн
  - Юаньдянь-Хуэйская национальная волость (袁店回族乡)
- уезд Чжэньпин
  - Гочжуан-Хуэйская национальная волость (郭庄回族乡)

### городской округПиндиншань
- уезд Есянь
  - Мачжуан-Хуэйская национальная волость (马庄回族乡)
- уезд Цзясянь
  - Яочжуан-Хуэйская национальная волость (姚庄回族乡)

### городской округСиньсян
- уезд Фэнцю
  - Цзинсян-Хуэйская национальная волость (荆乡回族乡)

### городской округСюйчан
- городской уезд Юйчжоу
  - Шаньхо-Хуэйская национальная волость (山货回族乡)
- уезд Сюйчан
  - Айчжуан-Хуэйская национальная волость (艾庄回族乡)

### городской округЧжэнчжоу
- городской уезд Синъян
  - Цзиньчжай-Хуэйская национальная волость (金寨回族乡)

### городской округЧжумадянь
- уезд Сипин
  - Цайчжай-Хуэйская национальная волость (蔡寨回族乡)

### городской округШанцю
- уезд Миньцюань
  - Байдан-Хуэйская национальная волость (伯党回族乡)
  - Хуцзи-Хуэйская национальная волость (胡集回族乡)

## Цзянси

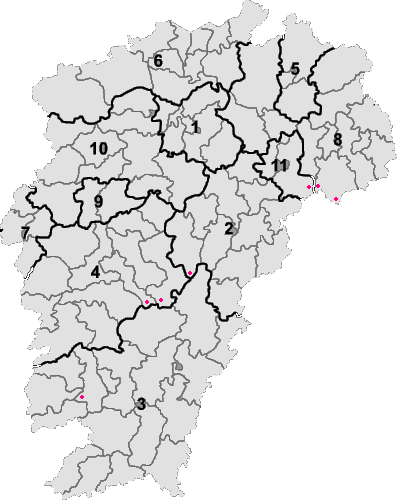
Национальные волости в Цзянси

### городской округГаньчжоу
- городской уезд Нанькан
  - Читу-Шэская национальная волость (赤土畲族乡)

### городской округИнтань
- городской уезд Гуйси
  - Чжанпин-Шэская национальная волость (樟坪畲族乡)

### городской округФучжоу
- уезд Лэань
  - Цзиньчжу-Шэская национальная волость (金竹畲族乡)

### городской округЦзиань
- район Цинъюань
  - Дунгу-Шэская национальная волость (东固畲族乡)
- уезд Сяцзян
  - Цзиньпинская национальная волость (金坪民族乡)
- уезд Юнфэн
  - Лунган-Шэская национальная волость (龙冈畲族乡)

### городской округШанжао
- уезд Яньшань
  - Тайюань-Шэская национальная волость (太源畲族乡)
  - Хуанби-Шэская национальная волость (篁碧畲族乡)

## Цзянсу

### городской округЯнчжоу
- городской уезд Гаою
  - Линтан-Хуэйская национальная волость (菱塘回族乡)

## Цинхай

### городской округСинин
- уезд Хуанчжун
  - Дацай-Хуэйская национальная волость (大才回族乡)
  - Ханьдун-Хуэйская национальная волость (汉东回族乡)
  - Цуньцзя-Тибетская национальная волость (群加藏族乡)
- уезд Хуанъюань
  - Жиюэ-Тибетская национальная волость (日月藏族乡)
- Датун-Хуэй-Туский автономный уезд
  - Сянхуа-Тибетская национальная волость (向化藏族乡)
  - Шобэй-Тибетская национальная волость (朔北藏族乡)

### округХайдун
- уезд Лэду
  - Дала-Туская национальная волость (达拉土族乡)
  - Сяин-Тибетская национальная волость (下营藏族乡)
  - Чжунба-Тибетская национальная волость (中坝藏族乡)
- уезд Пинъань
  - Бацангоу-Хуэйская национальная волость (巴藏沟回族乡)
  - Гучэн-Хуэйская национальная волость (古城回族乡)
  - Даньхуэйяо-Хуэйская национальная волость (石灰窑回族乡)
  - Хуншуйцюань-Хуэйская национальная волость (洪水泉回族乡)
  - Шагоу-Хуэйская национальная волость (沙沟回族乡)
- Миньхэ-Хуэй-Туский автономный уезд
  - Синъэр-Тибетская национальная волость (杏儿藏族乡)
- Сюньхуа-Саларский автономный уезд
  - Вэньду-Тибетская национальная волость (文都藏族乡)
  - Ганча-Тибетская национальная волость (岗察藏族乡)
  - Даовэй-Тибетская национальная волость (道帏藏族乡)
  - Галэн-Тибетская национальная волость (尕楞藏族乡)
- Хуалун-Хуэйский автономный уезд
  - Сюнсянь-Тибетская национальная волость (雄先藏族乡)
  - Тацзя-Тибетская национальная волость (塔加藏族乡)
  - Цзиньюань-Тибетская национальная волость (金源藏族乡)
  - Чафу-Тибетская национальная волость (查甫藏族乡)
- Хучжу-Туский автономный уезд
  - Бацза-Тибетская национальная волость (巴扎藏族乡)
  - Сундо-Тибетская национальная волость (松多藏族乡)

### Хайбэй-Тибетский автономный округ
- уезд Хайянь (Саньцзяочэн)
  - Даюй-Монгольская национальная волость (达玉蒙古族乡)
  - Халэцзин-Монгольская национальная волость (哈勒景蒙古族乡)
- Мэньюань-Хуэйский автономный уезд
  - Хуанчэн-Монгольская национальная волость (皇城蒙古族乡)

### Хайнань-Тибетский автономный округ
- уезд Хэинь (Гуйдэ)
  - Синьцзе-Хуэйская национальная волость (新街回族乡)

## Чжэцзян

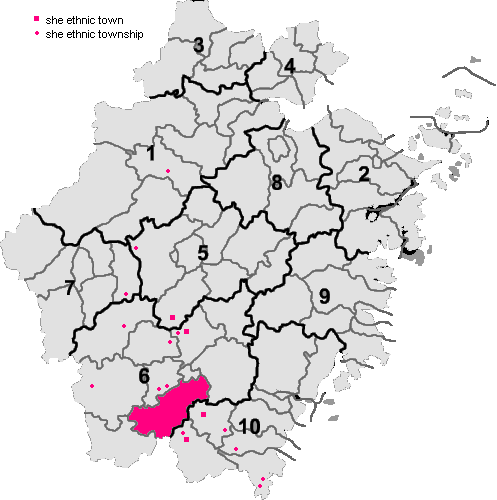
She ethnic county, townships and towns in Zhejiang

### город субпровинциального значенияХанчжоу
- уезд Тунлу
  - Эшань-Шэская национальная волость (莪山畲族乡)

### городской округВэньчжоу
- уезд Вэньчэн
  - Чжоушань-Шэская национальная волость (周山畲族乡)
- уезд Пинъян
  - Цинцзе-Шэская национальная волость (青街畲族乡)
- уезд Тайшунь
  - Чжули-Шэская национальная волость (竹里畲族乡)
- уезд Цаннань
  - Дайлин-Шэская национальная волость (岱岭畲族乡)
  - Фэнъян-Шэская национальная волость (凤阳畲族乡)

### городской округЛишуй
- район Ляньду
  - Лисинь-Шэская национальная волость (丽新畲族乡)
- городской уезд Лунцюань
  - Чжуян-Шэская национальная волость (竹垟畲族乡)
- уезд Суйчан
  - Саньжэнь-Шэская национальная волость (三仁畲族乡)
- уезд Сунъян
  - Баньцяо-Шэская национальная волость (板桥畲族乡)
- уезд Юньхэ
  - Аньси-Шэская национальная волость (安溪畲族乡)
  - Уси-Шэская национальная волость (雾溪畲族乡)

### городской округЦзиньхуа
- городской уезд Ланьси
  - Шуйтин-Шэская национальная волость (水亭畲族乡)

### городской округЦюйчжоу
- уезд Лунъю
  - Мучэнь-Шэская национальная волость (沐尘畲族乡)

## Юньнань

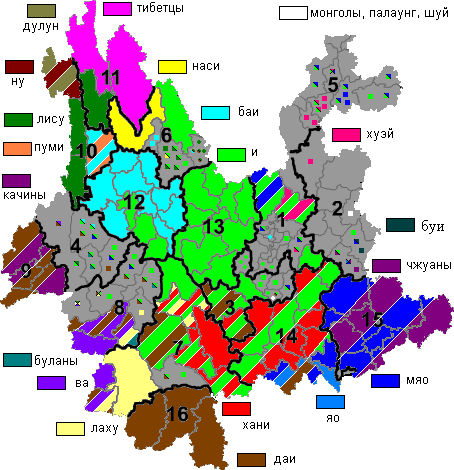
Национальные автономии в Юньнани

### городской округБаошань
- район Лунъян
  - Вама-И-Байская национальная волость (瓦马彝族白族乡)
  - Вафан-И-Мяоская национальная волость (瓦房彝族苗族乡)
  - Манкуань-И-Дайская национальная волость (芒宽彝族傣族乡)
  - Янлю-Бай-Ийская национальная волость (杨柳白族彝族乡)
- уезд Лунлин
  - Мучэн-И-Лисуская национальная волость (木城彝族傈僳族乡)
- уезд Чаннин
  - Ваньдянь-Дайская национальная волость (湾甸傣族乡)
  - Чжуцзе-Ийская национальная волость (珠街彝族乡)
  - Гоуцзе-И-Мяоская национальная волость (耈街彝族苗族乡)
- уезд Шидянь
  - Байлан-И-Буланская национальная волость (摆榔彝族布朗族乡)
  - Мулаоюань-Буланско-Ийская национальная волость (木老元布朗族彝族乡)

### городской округКуньмин
- уезд Илян
  - Гэнцзяин-И-Мяоская национальная волость (耿家营彝族苗族乡)
  - Цзюсян-И-Хуэйская национальная волость (九乡彝族回族乡)
- район Цзиньнин
  - Сиян-Ийская национальная волость (夕阳彝族乡)
  - Шуанхэ-Ийская национальная волость (双河彝族乡)

### городской округЛиньцан
- район Линьсян
  - Наньмэй-Лахуская национальная волость (南美拉祜族乡)
  - Пинцунь-И-Дайская национальная волость (平村彝族傣族乡)
- уезд Фэнцин
  - Годачжай-И-Дайская национальная волость (郭大寨彝族白族乡)
  - Синьхуа-И-Мяоская национальная волость (新华彝族苗族乡)
  - Яоцзе-Ийская национальная волость (腰街彝族乡)
- уезд Чжэнькан
  - Цзюньсай-Ва-Лаху-Лису-Палаунгская национальная волость (军赛佤族拉祜族傈僳族德昂族乡)
- уезд Юндэ
  - Дасюэшань-И-Лаху-Дайская национальная волость (乌木龙彝族乡)
  - Умулун-Ийская национальная волость (乌木龙彝族乡)
- уезд Юньсянь
  - Лишу-И-Дайская национальная волость (栗树彝族傣族乡)
  - Манхуай-И-Буланская национальная волость (忙怀彝族布朗族乡)
  - Хоуцин-Ийская национальная волость (后箐彝族乡)
- Гэнма-Дай-Ваский автономный уезд
  - Манхун-Лаху-Буланская национальная волость (芒洪拉祜族布朗族乡)
- Цанъюань-Ваский автономный уезд
  - Мэнцзяо-Дай-И-Лахуская национальная волость (勐角傣族彝族拉祜族乡)

### городской округЛицзян
- район Гучэн
  - Цзиньцзян-Байская национальная волость (金江白族乡)
- уезд Хуапин
  - Синьчжуан-Лису-Дайская национальная волость (新庄傈僳族傣族乡)
  - Тунда-Лисуская национальная волость (通达傈僳族乡)
  - Чуаньфан-Лису-Дайская национальная волость (船房傈僳族傣族乡)
  - Юнсин-Лисуская национальная волость (永兴傈僳族乡)
- уезд Юншэн
  - Гуанхуа-Лису-Ийская национальная волость (光华傈僳族彝族乡)
  - Даань-И-Насиская национальная волость (大安彝族纳西族乡)
  - Дуншань-Лису-Ийская национальная волость (东山傈僳族彝族乡)
  - Людэ-Лису-Ийская национальная волость (六德傈僳族彝族乡)
  - Сунпин-Лису-Ийская национальная волость (松坪傈僳族彝族乡)
  - Янпин-Ийская национальная волость (羊坪彝族乡)
- Нинлан-Ийский автономный уезд
  - Цюйюй-Лису-Пумиская национальная волость (翠玉傈僳族普米族乡)
- Юйлун-Насиский автономный уезд
  - Даньтоу-Байская национальная волость (石头白族乡)
  - Лимин-Лисуская национальная волость (黎明傈僳族乡)
  - Цзюхэ-Байская национальная волость (九河白族乡)

### городской округПуэр
- район Сымао
  - Лунтань-И-Дайская национальная волость (龙潭彝族傣族乡)
  - Юньсянь-Ийская национальная волость (云仙彝族乡)
- Ланьцан-Лахуский автономный уезд
  - Анькан-Ваская национальная волость (安康佤族乡)
  - Вэньдун-Ваская национальная волость (文东佤族乡)
  - Сюэлинь-Ваская национальная волость (雪林佤族乡)
  - Фачжаньхэ-Ханиская национальная волость (发展河哈尼族乡)
  - Хуэйминь-Ханиская национальная волость (惠民哈尼族乡)
  - Цзюцзин-Ханиская национальная волость (酒井哈尼族乡)
  - Цяньлю-Ийская национальная волость (谦六彝族乡)
- Моцзян-Ханийский автономный уезд
  - Мэнлун-Ийская национальная волость (孟弄彝族乡)
- Симэн-Ваский автономный уезд
  - Лисо-Лахуская национальная волость (力所拉祜族乡)

### городской округЦюйцзин
- уезд Лопин
  - Лубугэ-Буи-Мяоская национальная волость (鲁布革布依族苗族乡)
  - Цзюуцзи-Ийская национальная волость (旧屋基彝族乡)
  - Чандэ-Буйская национальная волость (长底布依族乡)
- уезд Фуюань
  - Гугань-Шуйская национальная волость (古敢水族乡)
- уезд Хуэйцзэ
  - Синьцзе-Хуэйская национальная волость (新街回族乡)
- уезд Шицзун
  - Гаолян-Чжуанско-Мяо-Яоская национальная волость (高良壮族苗族瑶族乡)
  - Лунцин-И-Чжуанская национальная волость (龙庆彝族壮族乡)
  - Улун-Чжуанская национальная волость (五龙壮族乡)

### городской округЧжаотун
- район Чжаоян
  - Буга-Хуэйская национальная волость (布嘎回族乡)
  - Сяолундун-Хуэй-Ийская национальная волость (小龙洞回族彝族乡)
  - Цинганлин-Хуэй-Ийская национальная волость (青岗岭回族彝族乡)
  - Шоуван-Хуэйская национальная волость (守望回族乡)
- уезд Вэйсинь
  - Шуанхэ-Мяо-Ийская национальная волость (双河苗族彝族乡)
- уезд Дагуань
  - Шангаоцяо-Хуэй-И-Мяоская национальная волость (上高桥回族彝族苗族乡)
- уезд Илян
  - Куйсян-Мяо-Ийская национальная волость (奎香苗族彝族乡)
  - Лован-Мяоская национальная волость (洛旺苗族乡)
  - Лунцзе-Мяо-Ийская национальная волость (龙街苗族彝族乡)
  - Люси-Мяоская национальная волость (柳溪苗族乡)
  - Шулинь-И-Мяоская национальная волость (树林彝族苗族乡)
- уезд Лудянь
  - Таоюань-Хуэйская национальная волость (桃源回族乡)
  - Циюань-Хуэйская национальная волость (茨院回族乡)
- уезд Чжэньсюн
  - Гочжу-Ийская национальная волость (果珠彝族乡)
  - Линькоу-И-Мяоская национальная волость (林口彝族苗族乡)
- уезд Юншань
  - Манань-Мяо-Ийская национальная волость (马楠苗族彝族乡)
  - Учжай-И-Мяоская национальная волость (伍寨彝族苗族乡)

### городской округЮйси
- район Хунта
  - Лохэ-Ийская национальная волость (洛河彝族乡)
  - Сяоданьцяо-Ийская национальная волость (小石桥彝族乡)
- уезд Имэнь
  - Пубэй-Ийская национальная волость (浦贝彝族乡)
  - Тунчан-Ийская национальная волость (铜厂彝族乡)
  - Шицзе-Ийская национальная волость (十街彝族乡)
- уезд Тунхай
  - Гаода-Дай-Ийская национальная волость (高大傣族彝族乡)
  - Лишань-Ийская национальная волость (里山彝族乡)
  - Синмэн-Монгольская национальная волость (兴蒙蒙古族乡)
- уезд Хуанин
  - Тунгундянь-И-Мяоская национальная волость (通红甸彝族苗族乡)
- район Цзянчуань
  - Аньхуа-Ийская национальная волость (安化彝族乡)

### Вэньшань-Чжуан-Мяоский автономный округ
- городской уезд Вэньшань
  - Басинь-Ийская национальная волость (坝心彝族乡)
  - Бинле-Ийская национальная волость (秉烈彝族乡)
  - Гундянь-Хуэйская национальная волость (红甸回族乡)
  - Дуншань-Ийская национальная волость (东山彝族乡)
  - Люцзин-Ийская национальная волость (柳井彝族乡)
- уезд Малипо
  - Мэндун-Яоская национальная волость (猛硐瑶族乡)
- уезд Фунин
  - Дунбо-Яоская национальная волость (洞波瑶族乡)
- уезд Цюбэй
  - Бадаошао-Ийская национальная волость (八道哨彝族乡)
  - Ницзяо-Ийская национальная волость (腻脚彝族乡)
  - Синьдянь-Ийская национальная волость (新店彝族乡)
  - Шупи-Ийская национальная волость (树皮彝族乡)
  - Шэдэ-Ийская национальная волость (舍得彝族乡)
- уезд Яньшань
  - Ашэ-Ийская национальная волость (阿舍彝族乡)
  - Вэймо-Ийская национальная волость (维末彝族乡)
  - Ганьхэ-Ийская национальная волость (干河彝族乡)
  - Паньлун-Ийская национальная волость (盘龙彝族乡)

### Дали-Байский автономный округ
- городской уезд Дали
  - Тайи-Ийская национальная волость (太邑彝族乡)
- уезд Биньчуань
  - Лау-Ийская национальная волость (拉乌彝族乡)
  - Чжунъин-Лису-Ийская национальная волость (钟英傈僳族彝族乡)
- уезд Миду
  - Нюцзе-Ийская национальная волость (牛街彝族乡)
- уезд Сянъюнь
  - Дуншань-Ийская национальная волость (东山彝族乡)
- уезд Хэцин
  - Люхэ-Ийская национальная волость (合彝族乡)
- уезд Юнпин
  - Бэйдоу-Ийская национальная волость (北斗彝族乡)
  - Чанцзе-Ийская национальная волость (厂街彝族乡)
  - Шуйсе-Ийская национальная волость (水泄彝族乡)
- уезд Юньлун
  - Бяоцунь-Лисуская национальная волость (表村傈僳族乡)
  - Туаньцзе-Ийская национальная волость (团结彝族乡)

### Дечен-Тибетский автономный округ
- уезд Дечен
  - Тодин-Лисуская национальная волость (拖顶傈僳族乡)
  - Сяжо-Лисуская национальная волость (霞若傈僳族乡)
- городской уезд Шангри-Ла
  - Саньба-Насиская национальная волость (三坝纳西族乡)

### Дэхун-Дай-Качинский автономный округ
- городской уезд Манши
  - Саньтайшань-Палаунгская национальная волость (三台山德昂族乡)
- уезд Инцзян
  - Судянь-Лисуская национальная волость (苏典傈僳族乡)
- уезд Лунчуань
  - Хуса-Ачанская национальная волость (户撒阿昌族乡)
- уезд Лянхэ
  - Нансун-Ачанская национальная волость (曩宋阿昌族乡)
  - Цзюбао-Ачанская национальная волость (九保阿昌族乡)

### Нуцзян-Лисуский автономный округ
- уезд Лушуй
  - Лобэньчжо-Байская национальная волость (洛本卓白族乡)
- уезд Фугун
  - Пихэ-Нуская национальная волость (匹河怒族乡)

### Сишуанбаньна-Дайский автономный округ
- городской уезд Цзинхун
  - Диношань-Диноская национальная волость (基诺山基诺族乡)
  - Цзинха-Ханиская национальная волость (景哈哈尼族乡)
- уезд Мэнла
  - Сянмин-Ийская национальная волость (象明彝族乡)
  - Яооу-Яоская национальная волость (瑶区瑶族乡)
- уезд Мэнхай
  - Буланшань-Буланская национальная волость (布朗山布朗族乡)
  - Гэланхэ-Ханиская национальная волость (格朗和哈尼族乡)
  - Сидин-Хани-Буланская национальная волость (西定哈尼族布朗族乡)

### Хунхэ-Хани-Ийский автономный округ
- городской уезд Кайюань
  - Дачжуан-Хуэйская национальная волость (大庄回族乡)
- уезд Мэнцзы
  - Лаочжай-Мяоская национальная волость (老寨苗族乡)
  - Цзилубай-Мяоская национальная волость (期路白苗族乡)
- уезд Луси
- Хэкоу-Яоский автономный уезд
  - Цяотоу-Мяо-Чжуанская национальная волость (桥头苗族壮族乡)
- Цзиньпин-Мяо-Яо-Дайский автономный уезд
  - Чжэми-Лахуская национальная волость (者米拉祜族乡)

### Чусюн-Ийский автономный округ
- уезд Даяо
  - Ваньби-Дай-Лисуская национальная волость (湾碧傣族傈僳族乡)
- уезд Наньхуа
  - Юйлу-Байская национальная волость (雨露白族乡)
- уезд Удин
  - Дунпо-Дайская национальная волость (东坡傣族乡)
- уезд Юнжэнь
  - Юнсин-Дайская национальная волость (永兴傣族乡)

## город центрального подчиненияПекин
- район Тунчжоу
  - Юйцзяу-Хуэйская национальная волость (于家务回族乡)
- район Хуайжоу
  - Лабагоумэнь-Маньчжурская национальная волость (喇叭沟门满族乡)
  - Чаншаоин-Маньчжурская национальная волость (长哨营满族乡)

## город центрального подчиненияТяньцзинь
- район Цзичжоу
  - Суньгэчжуан-Маньчжурская национальная волость (孙各庄满族乡)

## город центрального подчиненияЧунцин
- район Ваньчжоу
  - Дибао-Туцзяская национальная волость (地宝土家族乡)
  - Хэнхэ-Туцзяская национальная волость (恒合土家族乡)
- район Улун
  - Вэньфу-Мяо-Туцзяская национальная волость (文复苗族土家族乡)
  - Хаокоу-Мяо-Гэлаоская национальная волость (浩口苗族仡佬族乡)
  - Хоупин-Мяо-Туцзяская национальная волость (后坪苗族土家族乡)
  - Шицяо-Мяо-Туцзяская национальная волость (石桥苗族土家族乡)
- уезд Фэнцзе
  - Лунцяо-Туцзяская национальная волость (龙桥土家族乡)
  - Тайхэ-Туцзяская национальная волость (太和土家族乡)
  - Чанъань-Туцзяская национальная волость (长安土家族乡)
  - Юньу-Туцзяская национальная волость (云雾土家族乡)
- уезд Чжунсянь
  - Моцзы-Туцзяская национальная волость (磨子土家族乡)
- уезд Юньян
  - Циншуй-Туцзяская национальная волость (清水土家族乡)

## Число по провинциям
В настоящее время в Китае насчитывается 1092 национальные волости и 1 национальный сомон (民族苏木; во Внутренней Монголии). Это составляет 2,6 % от всех единиц волостного уровня.
- 252 национальных волостей в Гуйчжоу,
- 148 в Юньнани,
- 98 в Сычуани,
- 97 в Хунани,
- 75 в Ляонине,
- 58 в Хэйлунцзяне
- 58 в Гуанси-Чжуанском автономном районе,
  - городской округ Байсэ — 13
  - городской округ Гуйган — 2
  - городской округ Гуйлинь — 15
  - городской округ Лючжоу — 6
  - городской округ Наньнин — 3
  - городской округ Учжоу — 2
  - городской округ Фанчэнган — 1
  - городской округ Хэчжоу — 5
  - городской округ Хэчи — 11
- 52 в Хэбэе,
- 43 в СУАР,
- 34 в Ганьсу,
- 28 в Гирине,
- 28 в Цинхае,
- 19 в Фуцзяни,
  - городской округ Лунъянь — 2
  - городской округ Ниндэ — 8
  - городской округ Саньмин — 2
  - городской округ Фучжоу — 2
  - городской округ Цюаньчжоу — 1
  - городской округ Чжанчжоу — 3
- 17 во Внутренней Монголии,
  - городской округ Улан-Цаб — 1
  - городской округ Хулун-Буир — 14
  - городской округ Чифэн — 1
  - аймак Шилин-Гол — 1
- 14 в Чунцине,
  - район Ваньчжоу — 1
  - уезд Ушань — 2
  - уезд Фэнцзе — 3
  - уезд Юньян — 1
- 14 в Чжэцзяне,
  - город субпровинциального значения Ханчжоу — 1
  - городской округ Вэньчжоу — 5
  - городской округ Лишуй — 6
  - городской округ Цзиньхуа — 2
  - городской округ Цюйчжоу — 1
- 12 в Хэнани,
  - городской округ Лоян — 1
  - городской округ Наньян — 2
  - городской округ Пиндиншань — 2
  - городской округ Синьсян — 1
  - городской округ Сюйчан — 2
  - городской округ Чжэнчжоу — 1
  - городской округ Чжумадянь — 1
  - городской округ Шанцю — 2
- 10 в Хубэе,
  - Лесная территория Шэньнунцзя — 1
  - городской округ Ичан — 1
  - городской округ Цзинчжоу — 1
  - городской округ Цзинмэнь — 1
  - городской округ Шиянь — 1
  - Эньши-Туцзя-Мяоский автономный округ — 4
- 9 в Аньхое,
  - городской округ Бэнбу — 1
  - городской округ Луань — 1
  - городской округ Сюаньчэн — 1
  - городской округ Фуян — 1
  - городской округ Хуайнань — 3
  - городской округ Хэфэй — 1
  - городской округ Чучжоу — 1
- 8 в Тибетском автономном районе,
  - округ Ньингчи — 2
  - округ Чамдо — 1
  - округ Шаньнань — 4
- 8 в Цзянси,
  - городской округ Ганьчжоу — 1
  - городской округ Интань — 1
  - городской округ Фучжоу — 1
  - городской округ Цзиань — 2
  - городской округ Шанжао — 2
- 7 в Чунцине,
  - район Ваньчжоу — 1
  - уезд Ушань — 2
  - уезд Фэнцзе — 3
  - уезд Юньян — 1
- 5 в Пекине,
  - район Тунчжоу — 1
  - район Хуайжоу — 2
  - район Чаоян — 1
  - уезд Миюнь — 1
- 2 в Тяньцзине,

уезд Цзи — 1
- 1 в Цзянсу,
  - городской округ Янчжоу — 1
- 1 в Шаньдуне,
  - городской округ Дэчжоу — 1
- нет в Шанхае, Нинся-Хуйэском автономном районе, Хайнани, Шаньси и Шэньси.

## Карты

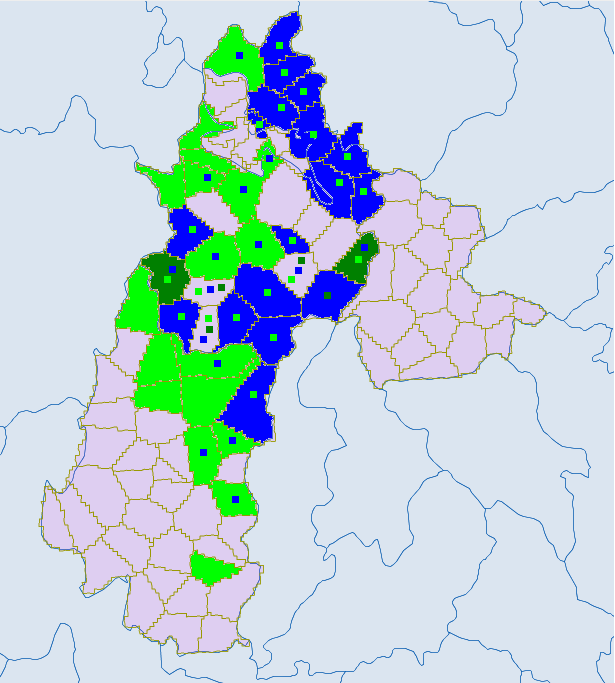
Национальные волости в Люпаньшуе (без Лючжи). Светло-зелёный — и. Синий — мяо. Тёмно-зелёный — буи.
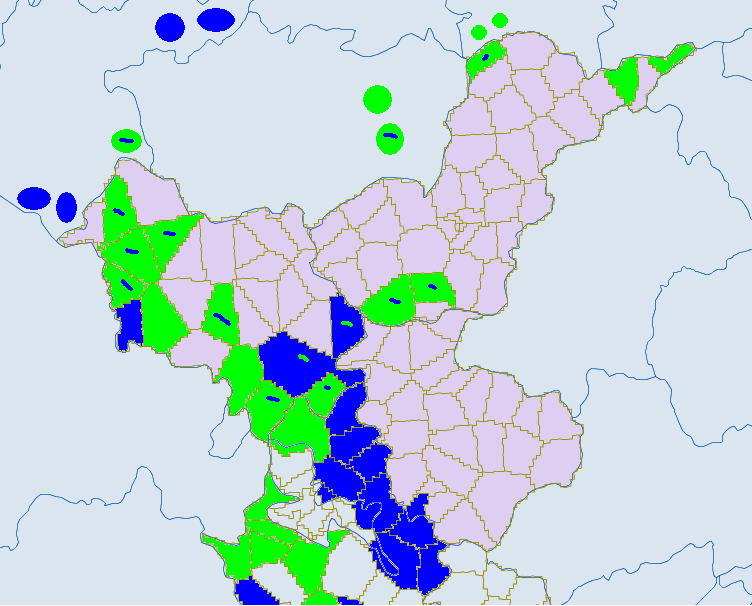
Национальные волости в Бицзе. Светло-зелёный — и. Синий — мяо. Тёмно-зелёный — буи.
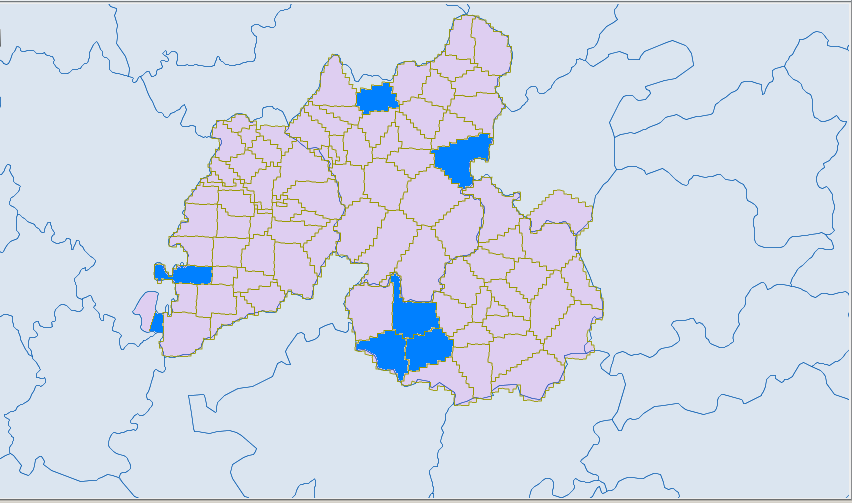
Национальные волости в юго-восточной Хунани. Синий — яо.
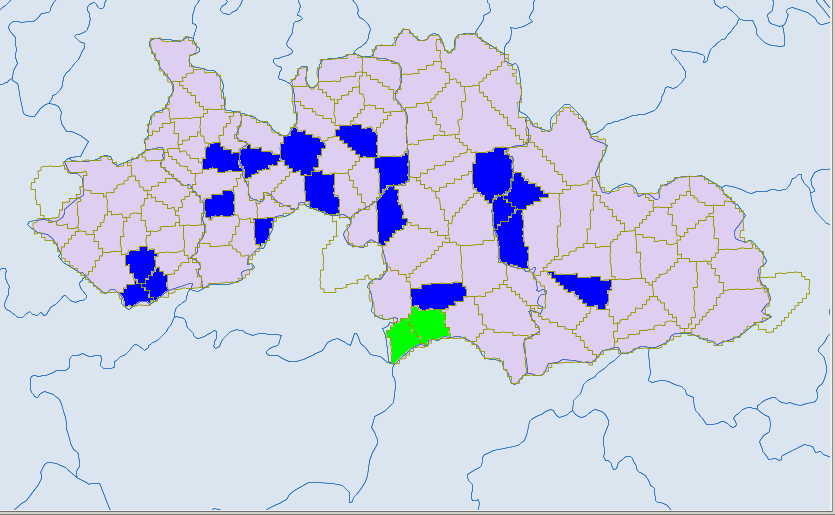
Национальные волости в южной Сычуани: Ибинь и Лучжоу. Светло-зелёный — и. Синий — мяо.
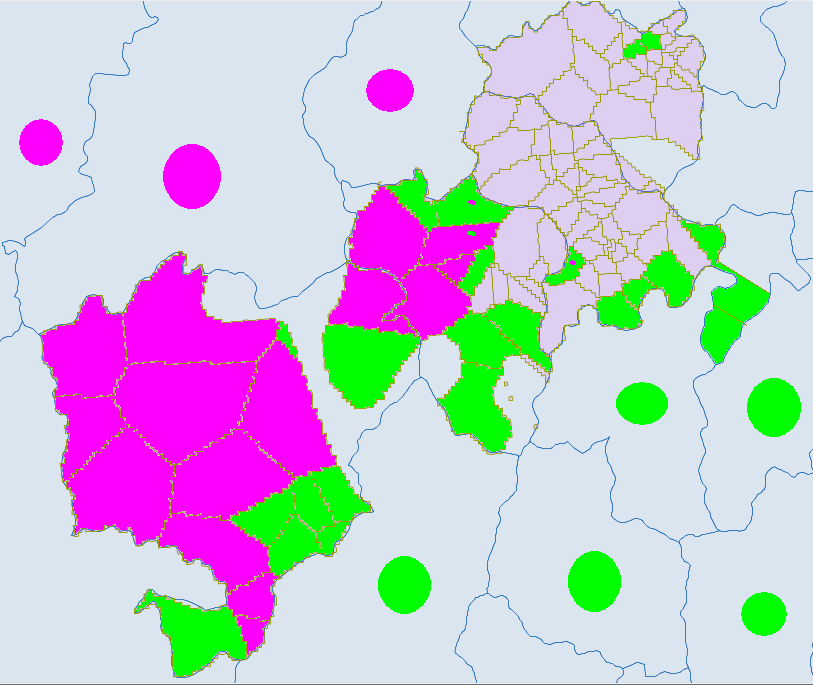
Национальные волости в центральной Сычуани. Светло-зелёный — и. Красный — тибетцы.
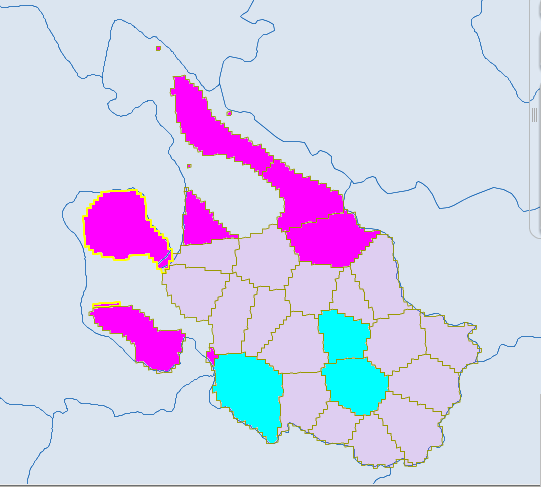
Национальные волости в Мяньяне, Сычуань. Фиолетовый — цяны. Красный — тибетцы.
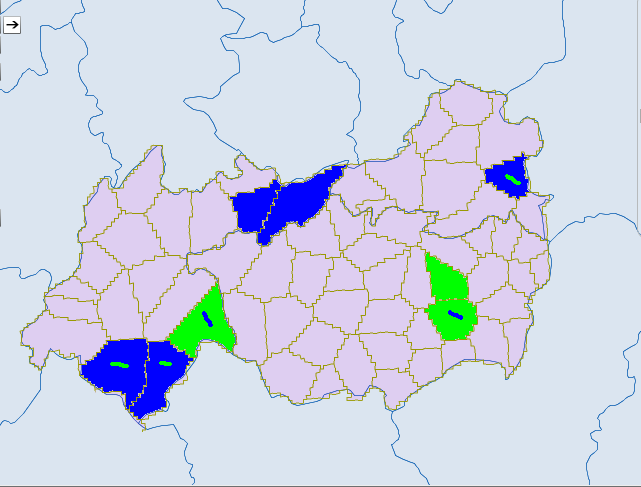
Национальные волости в Чжаотуне, Юньнань. Светло-зелёный — и. Синий — мяо.
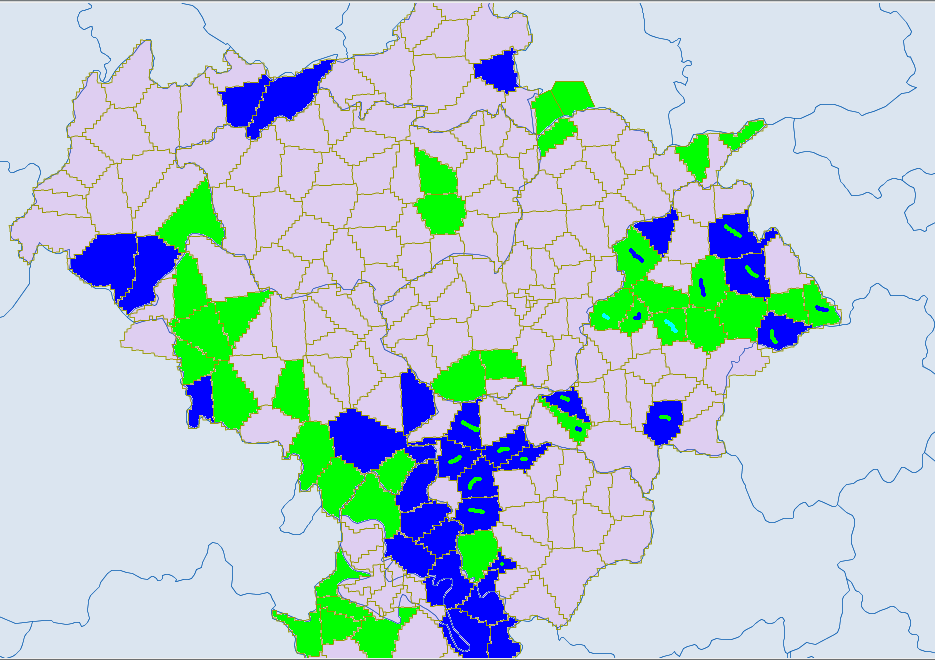
Национальные волости в Юньнани, Сычуани, Гуйчжоу. Светло-зелёный — и. Синий — мяо.
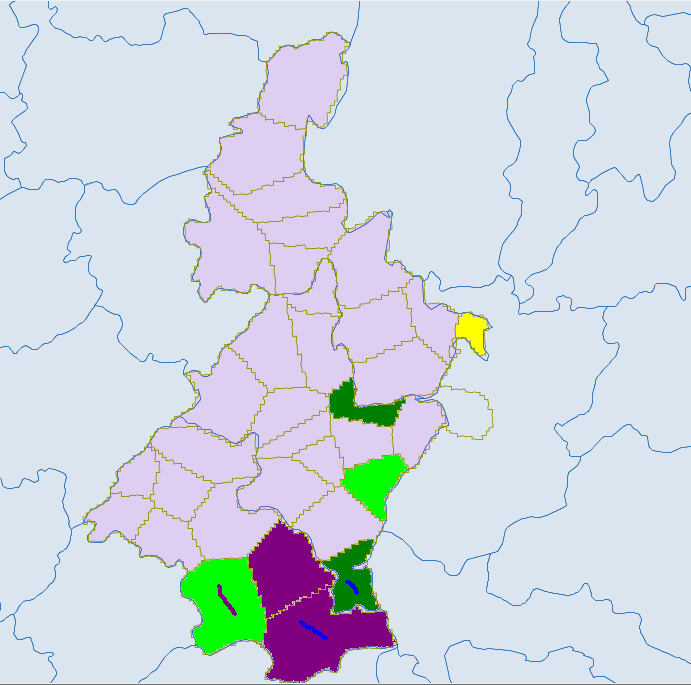
Национальные волости в Цюйцзине, Юньнань. Светло-зелёный — и. Синий — мяо. Красный — чжуан. Тёмно-зелёный — буи. Жёлтый — шуй.